# Biserica fortificată din Movile
Biserica evanghelică fortificată din Movile, județul Sibiu, a fost construită în secolul al XIII-lea ca biserică romano-catolică cu hramul Sfântul Mihail. Figurează pe lista monumentelor istorice 2010, cod LMI SB-II-a-B-12474, cu următoarele obiective:
- cod LMI SB-II-a-A-12474.01 - Biserica evanghelică fortificată, secolul XIII-XV;
- cod LMI SB-II-a-A-12474.02 - Incintă fortificată interioară, cu turnuri și turn de poartă, secolul al XV-lea;
- cod LMI SB-II-a-A-12474.03 - Incintă fortificată exterioară, secolul al XVI-lea.

## Localitatea
Movile, mai demult Hondrubechi, (în dialectul săsesc  Hanjdertbächeln, Hangderbäχeln, în germană Hundertbüchlen, Hundertbücheln, în maghiară Százhalom) este un sat în comuna Iacobeni din județul Sibiu. Prima mențiune documentară a localității datează din anul 1355.

## Biserica

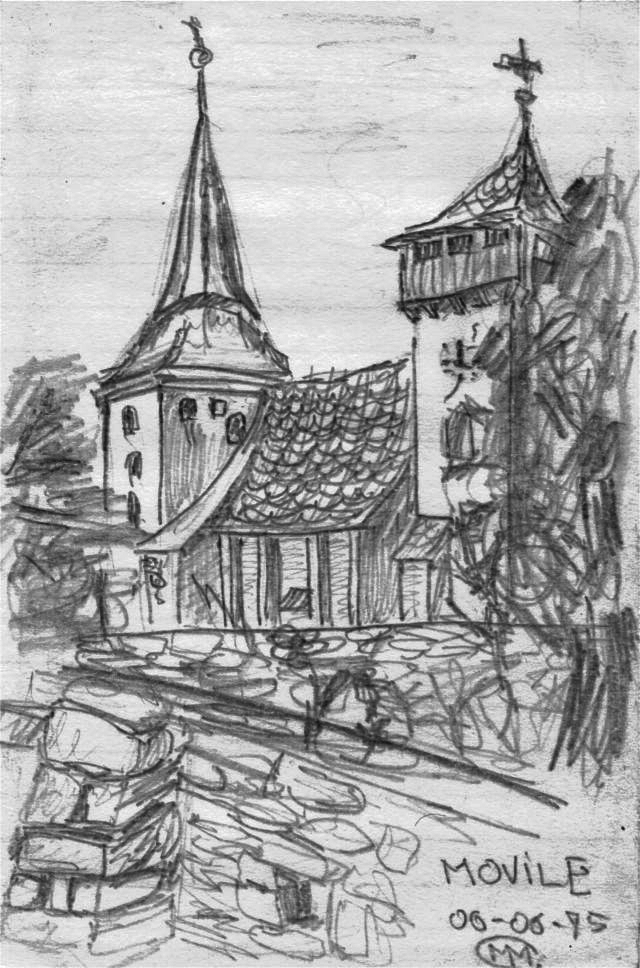
Biserica din Movile

Biserica fortificată se înalță pe un deal în mijlocul satului Movile (mai demult Hunderbec). Piatra de temelie a fost așezată la mijlocul secolului al XIII-lea. Din construcția romanică se mai păstrează doar turnul de vest și zidurile navei bisericii. Pe la 1500 biserica a fost fortificată, folosindu-se elemente stilistice ale goticului târziu. Ansamblul a fost înconjurat de două ziduri de fortificație, prevăzute cu turnuri de apărare. În secolul al XIX-lea, sub presiunea comunității care se dezvoltase mult, spațiul interior al bisericii a trebuit extins prin adăugarea unei tribune dezvoltate pe trei laturi.
Biserica a fost la origine o bazilică romanică, construită în secolul al XIV-lea, și a fost refăcută în secolele XV - XVI (1425, 1495, 1730?).
Există mai multe detalii interesante care particularizează biserica Sf. Mihail din Movile. Ferestrele, mai ales cele de pe fațada nordică, sunt plasate asimetric, chiar la întâmplare, motiv pentru care s-a presupus că actuala construcție înglobează fragmente din una mai veche. Fântâna descoperită în mijlocul sălii confirmă, ca de altfel și turnul de flancare, caracterul defensiv al bisericii.
Sala bisericii fortificate este boltită în leagăn cu penetrații, fiind acoperită de o întreagă rețea de nervuri dispuse în romb. Corul pătrat este și el acoperit de o rețea de nervuri. Deasupra lui a fost ridicat un turn cu patru niveluri, numit Turnul Prunelor pentru că aici se uscau toamna aceste fructe. Odinioară, turnul a avut un drum de strajă. Accesul se făcea prin portalul cu arhivoltă semicirculară din vest, dar și print-un portal nordic, unde a fost ridicat un turn de apărare de plan dreptunghiular cu patru niveluri. Acesta era la un moment dat accesibil la parter din biserică, apoi intrarea a fost zidită, deschizându-se o alta din exterior. La nivelurile superioare se intra printr-o scară aflată în grosimea zidului bisericii.
Orga bisericii a fost construită de Samuel Joseph Maetz în anul 1802.

## Fortificația
În secolul al XV-lea, biserica veche a fost întărită cu ziduri de apărare și turnuri. Biserica reprezenta locul de adăpost pentru toți locuitorii în timpul atacurilor, iar cele două turnuri de apărare - Turnul Slăninilor și Turnul Prunelor - deveneau și depozite pentru alimente. Turnul Prunelor se remarcă încă de departe, dintre dealuri, prin acoperișul său în formă de coif cu o siluetă elegantă. În secolul al XVI-lea, pornind de pe turnul de sud și până pe turnul de nord, ocolind pe la vest vechea curtină, se mai construiește un zid ce închide o a doua incintă.
Biserica a fost înconjurată de o incintă poligonală, bine adaptată terenului și sprijinită în unele segmente de contraforți. Turnul de poartă amplasat în partea de miazănoapte încă mai păstrează ghidajele de piatră prin care se cobora hersa.

## Imagini din interior

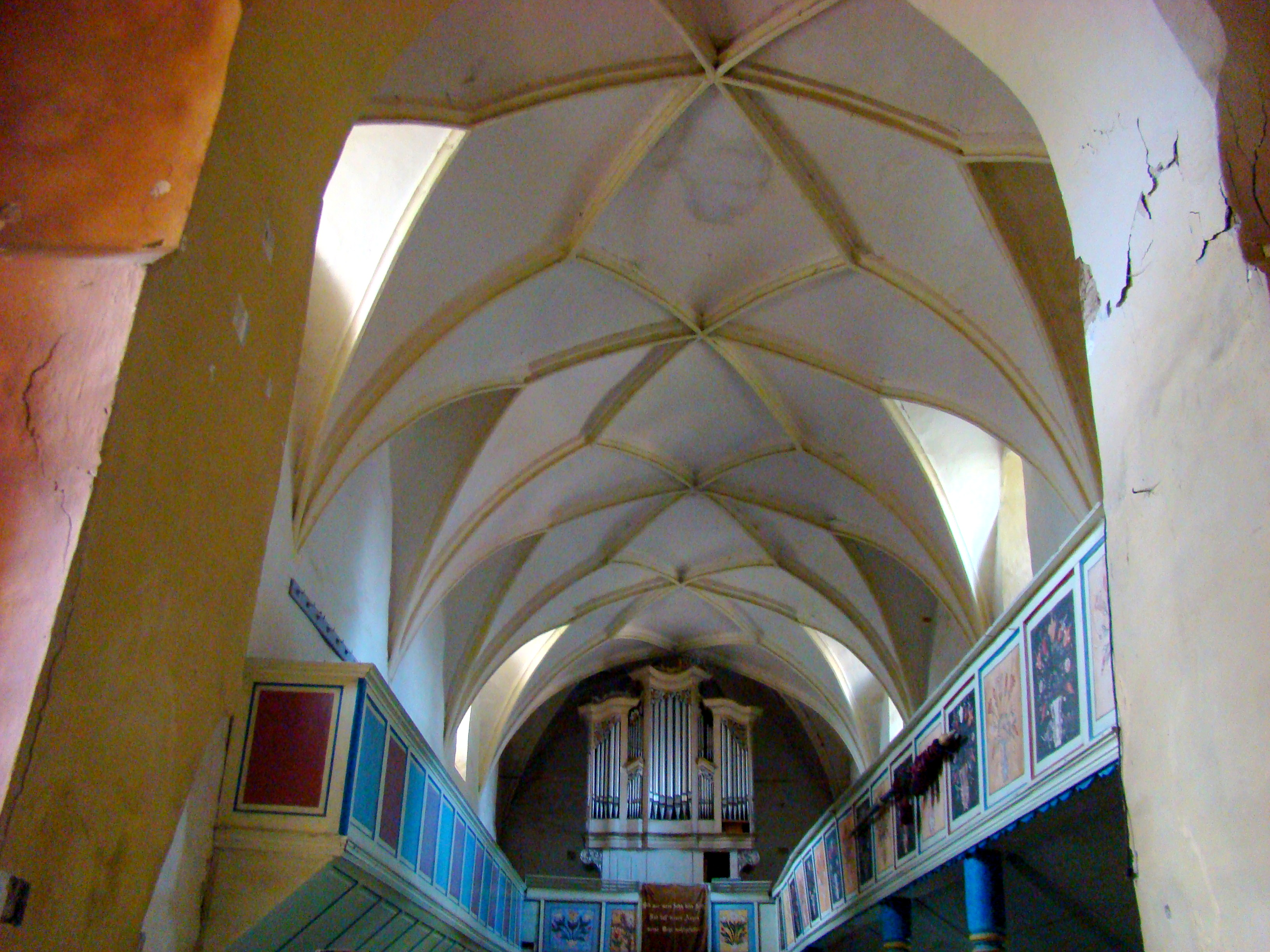
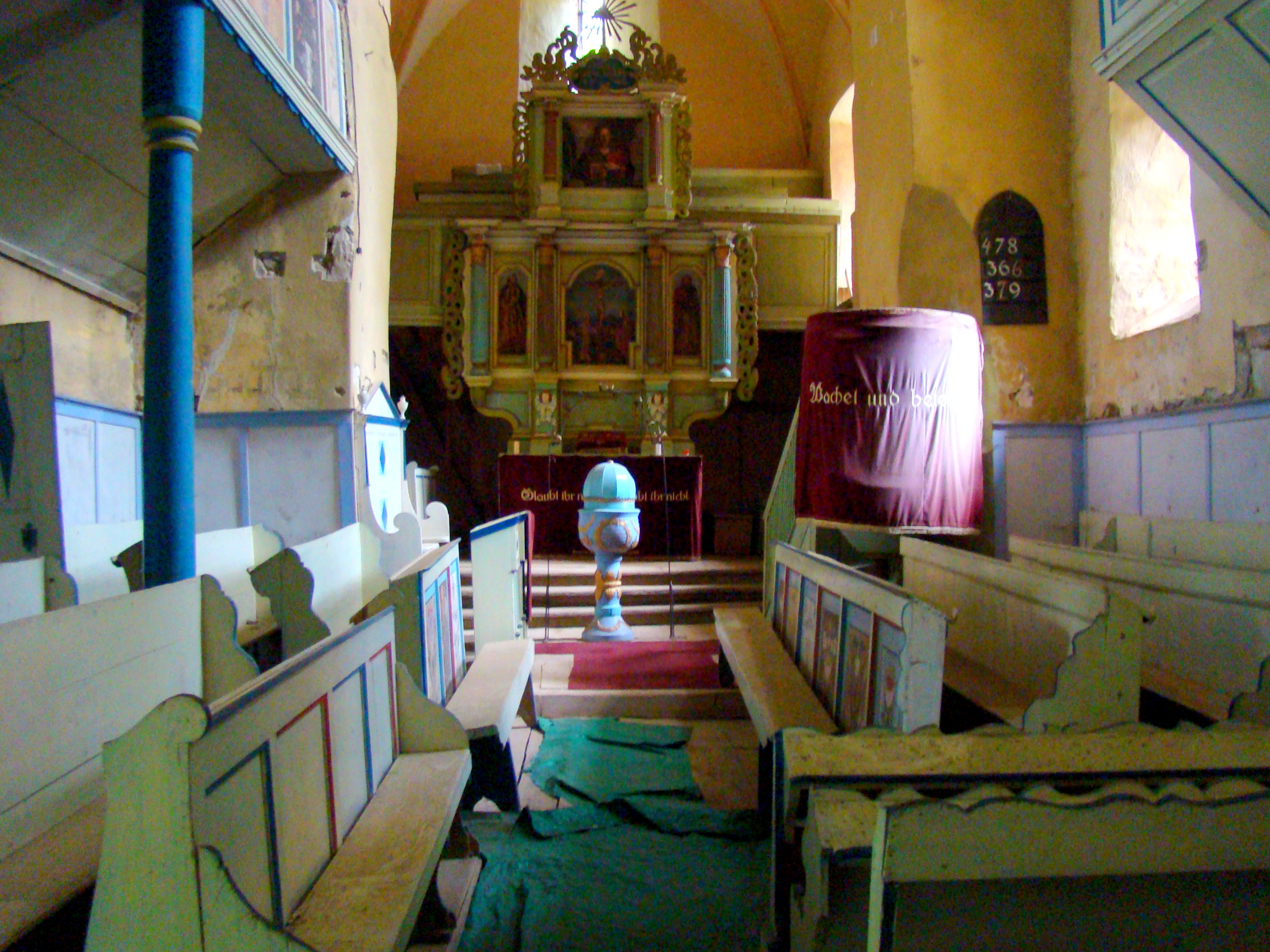
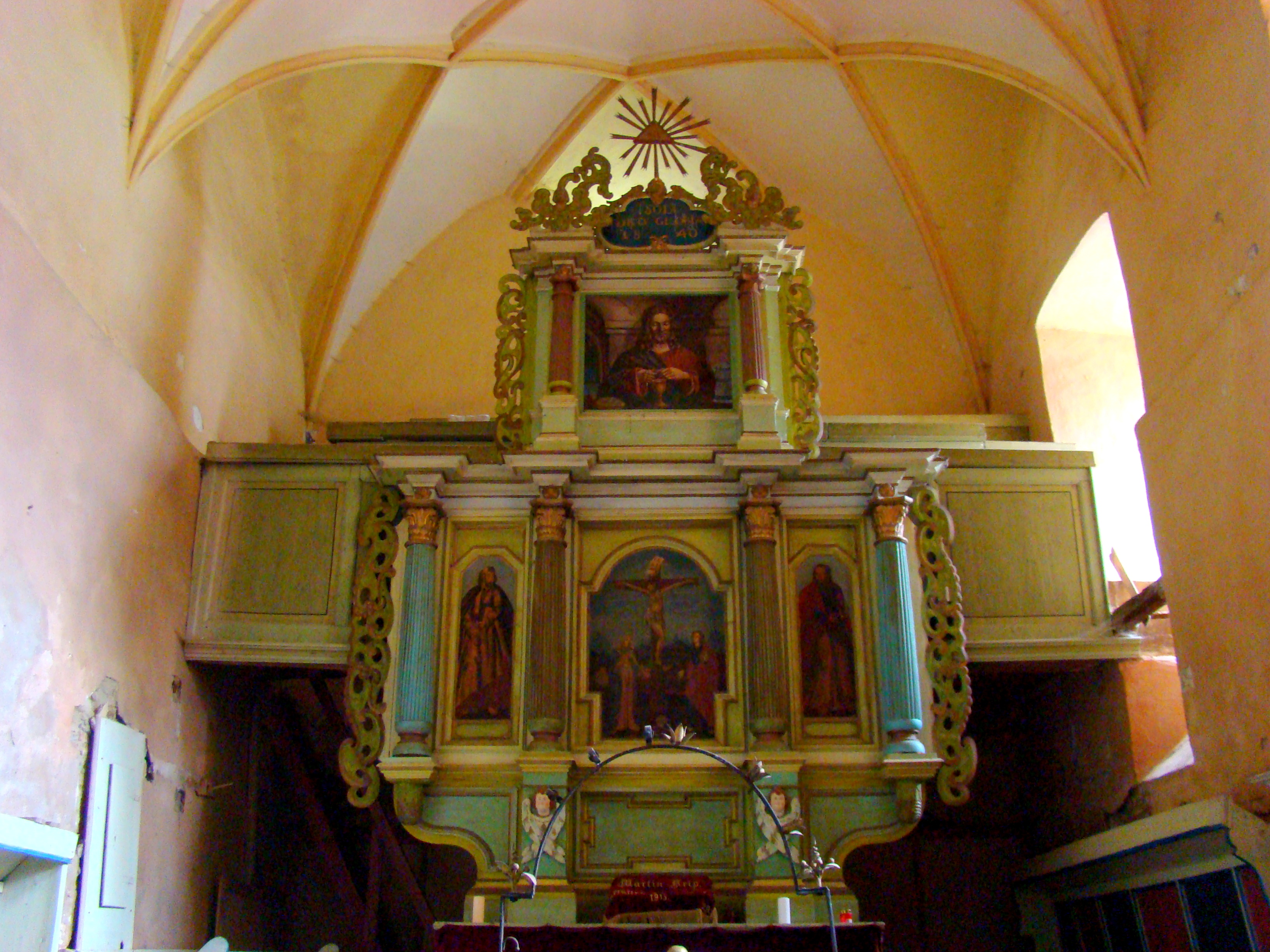
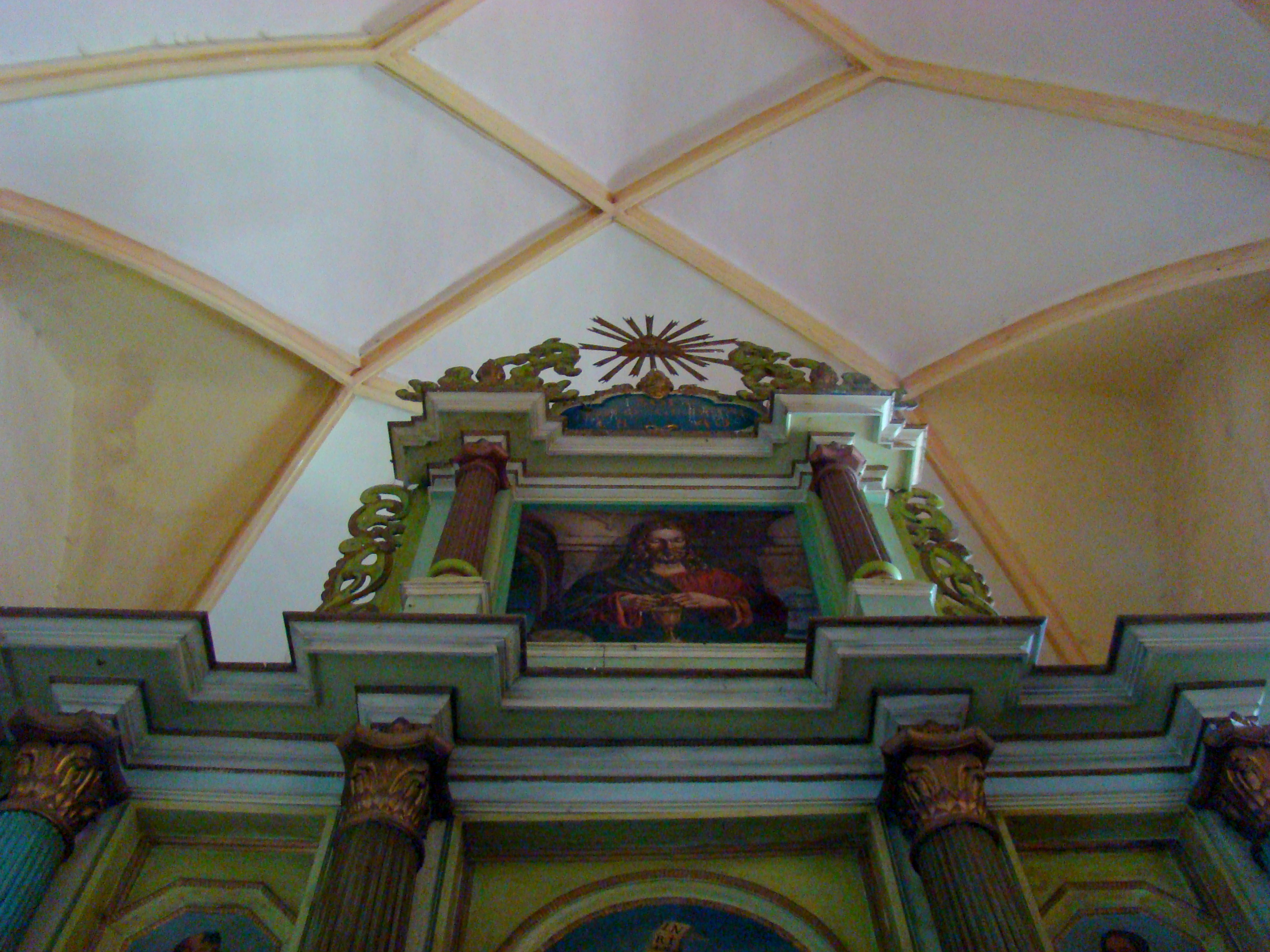
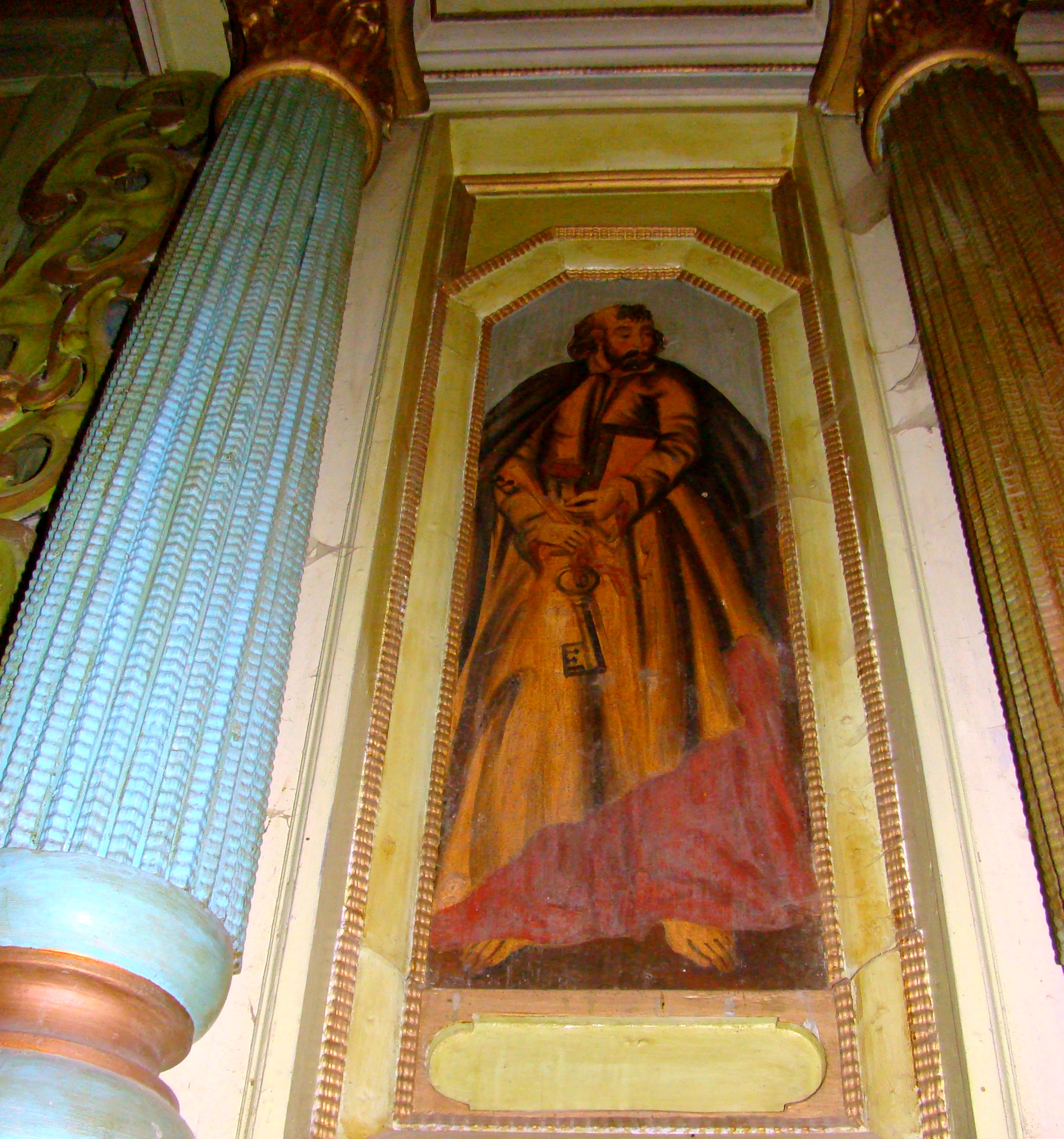
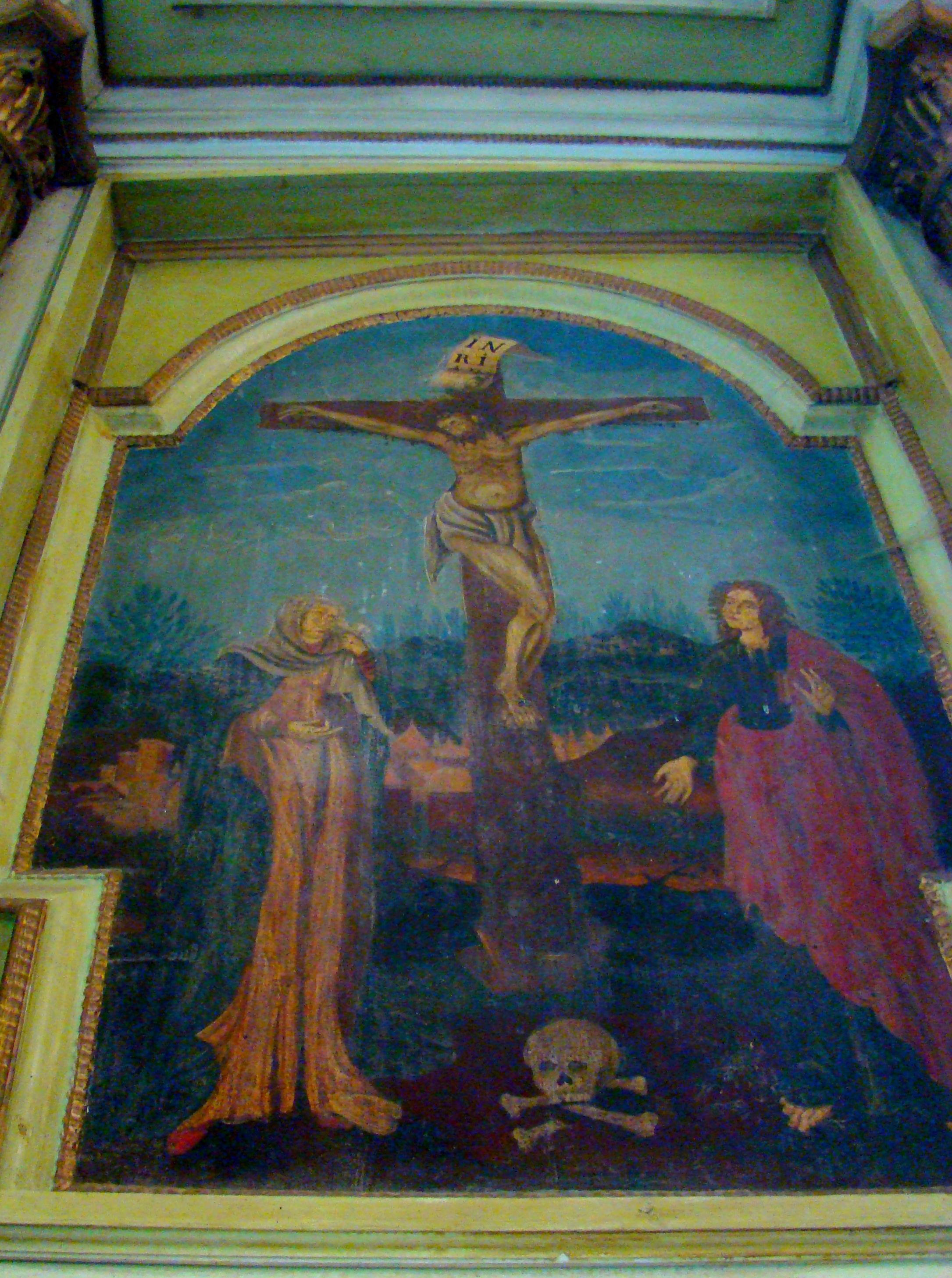
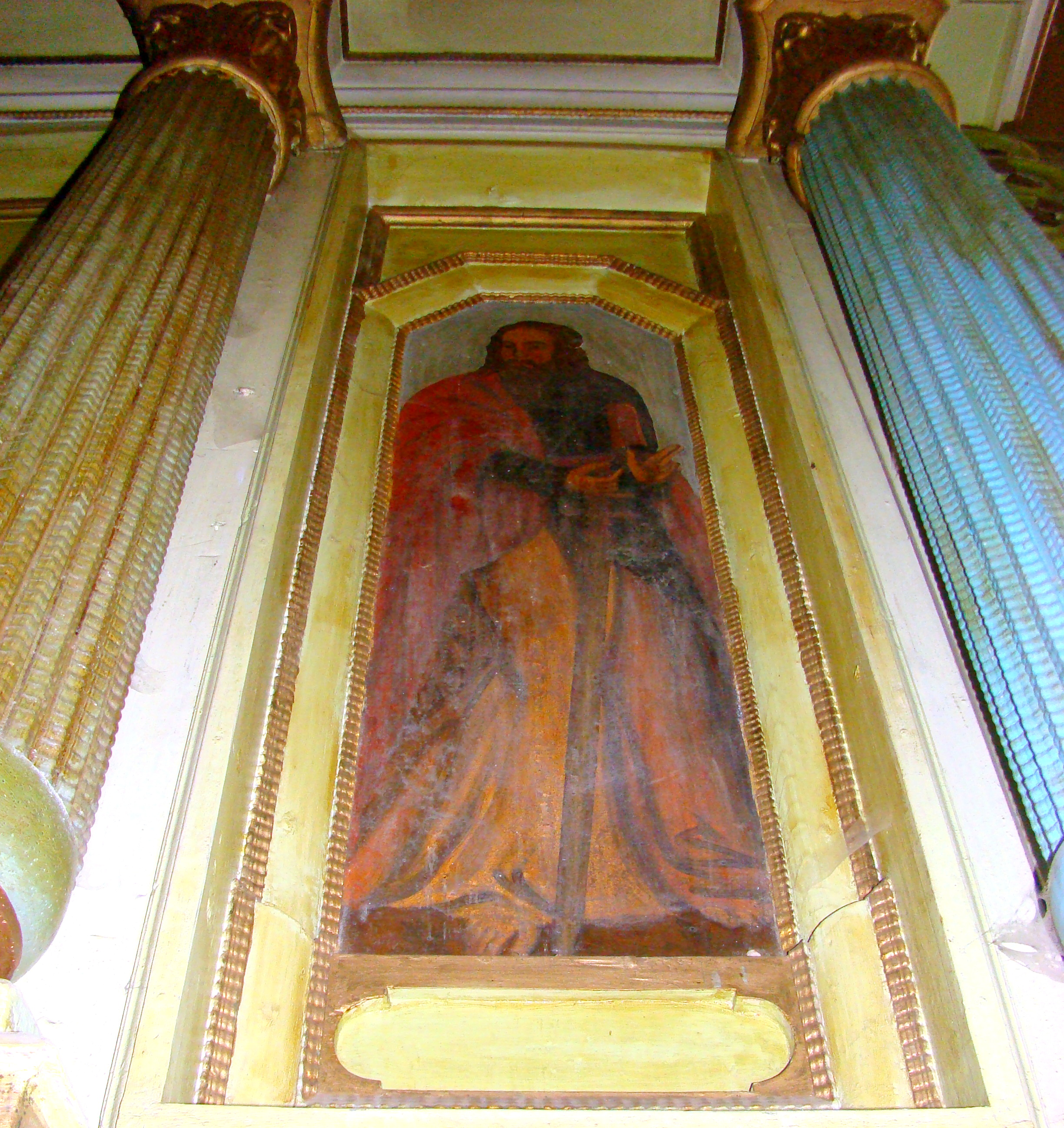
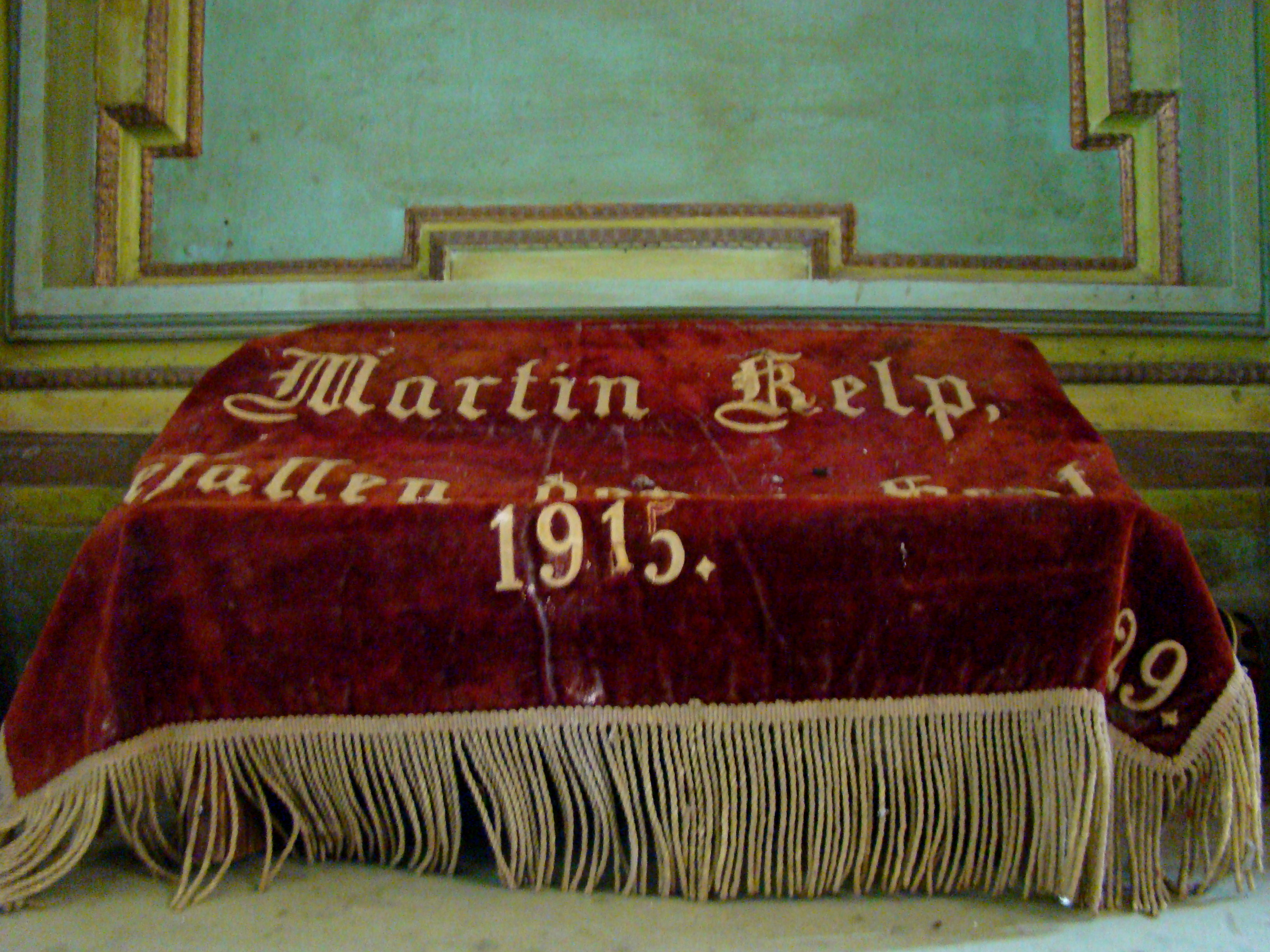
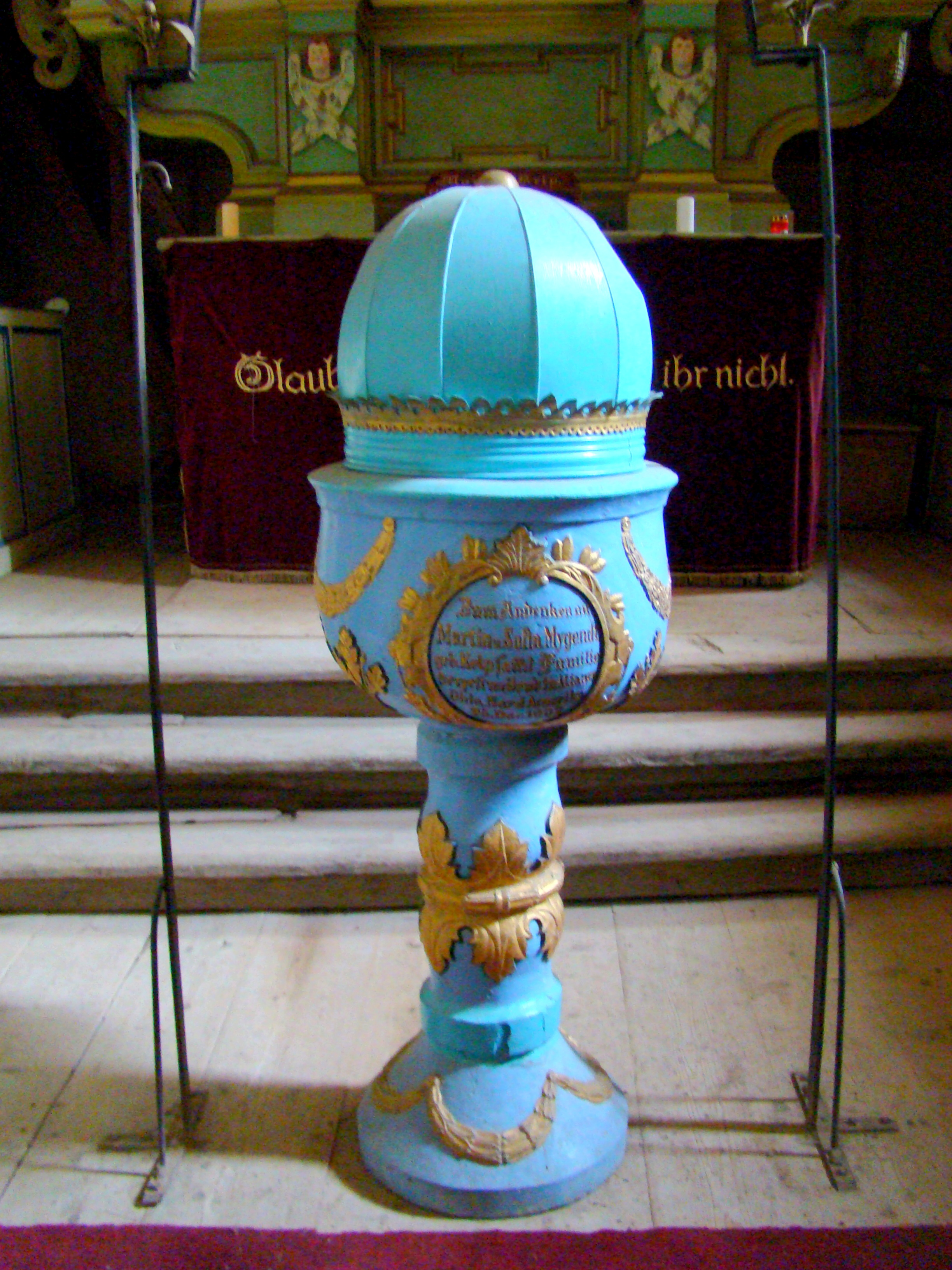
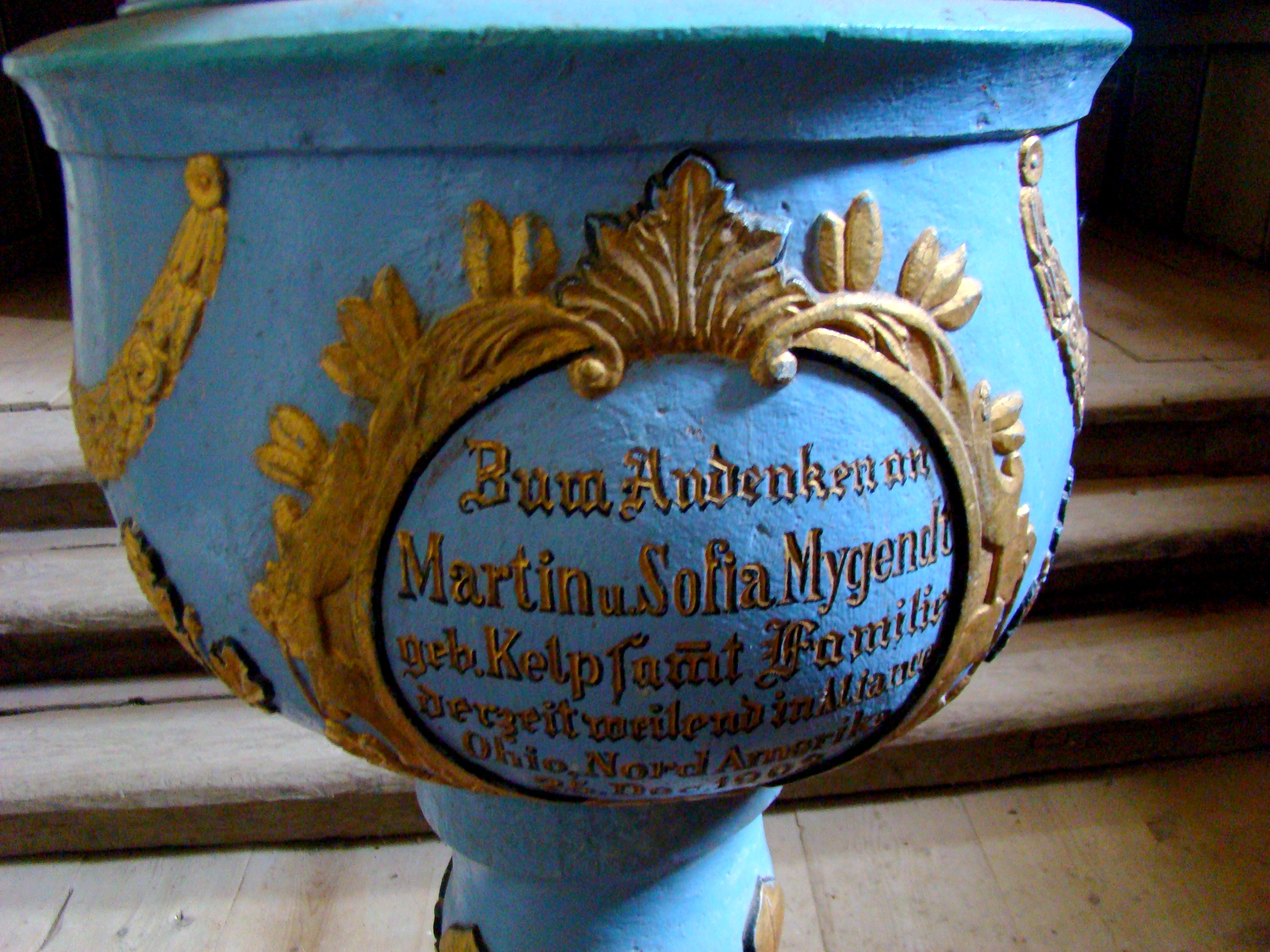
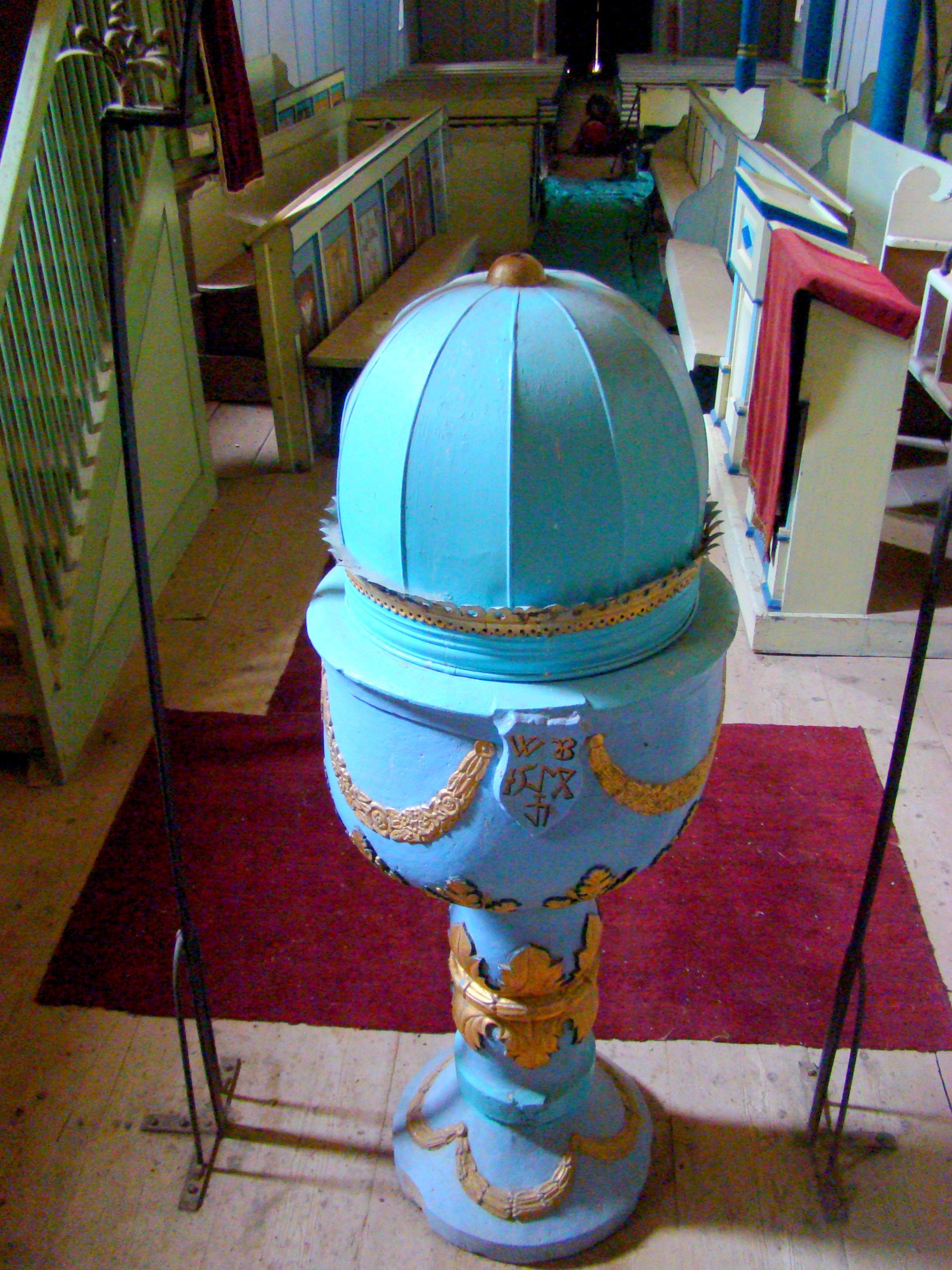
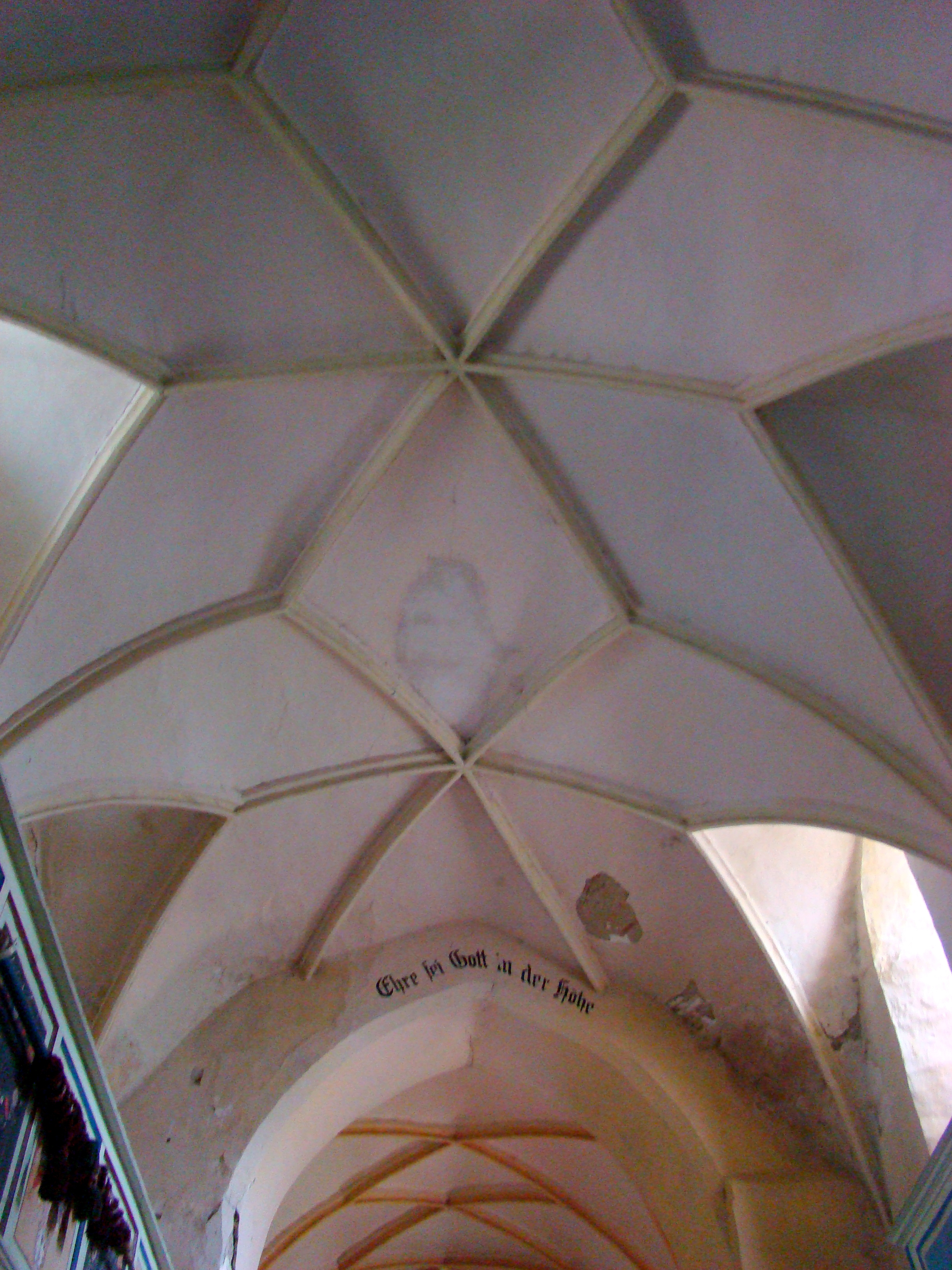
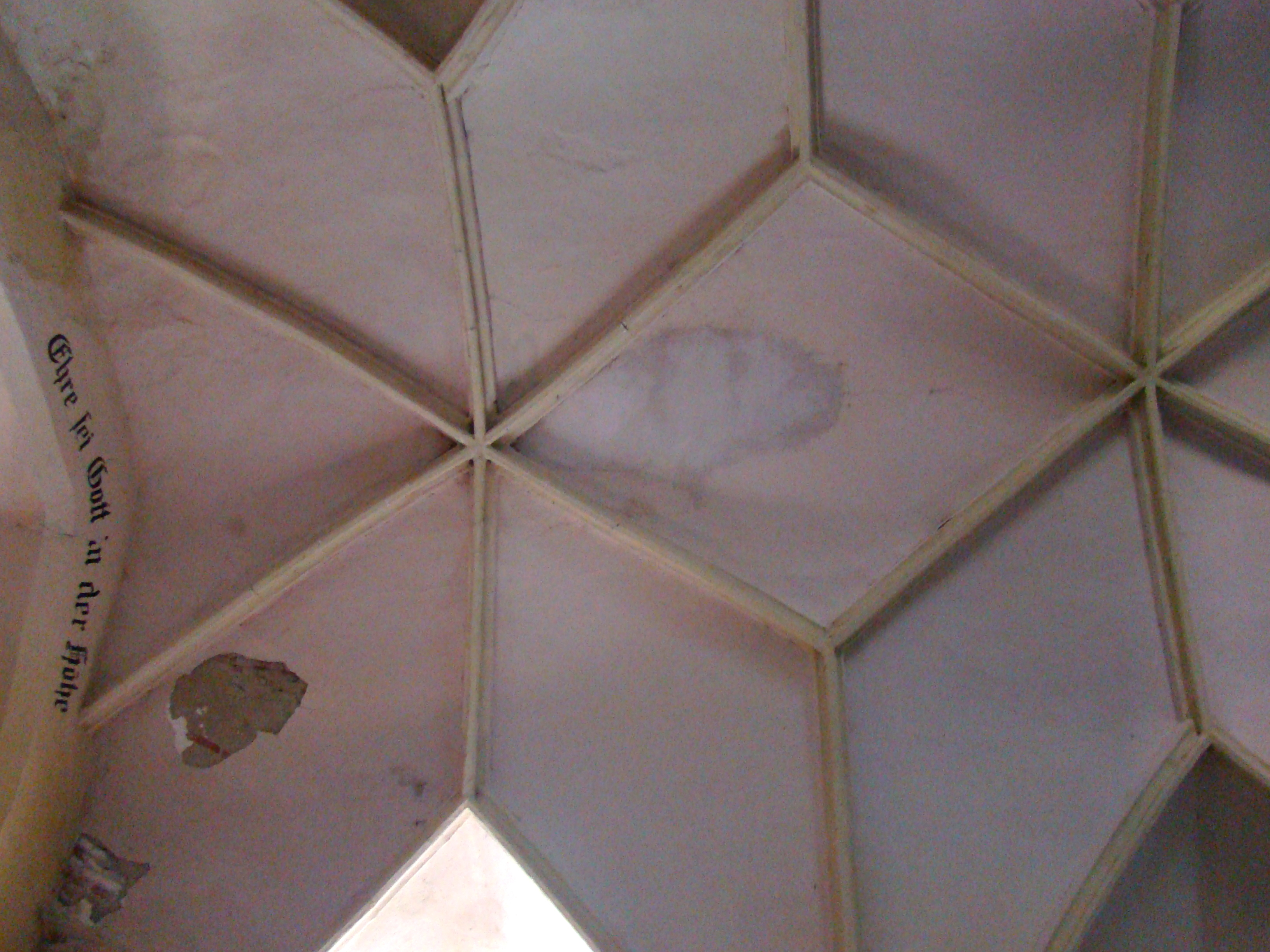
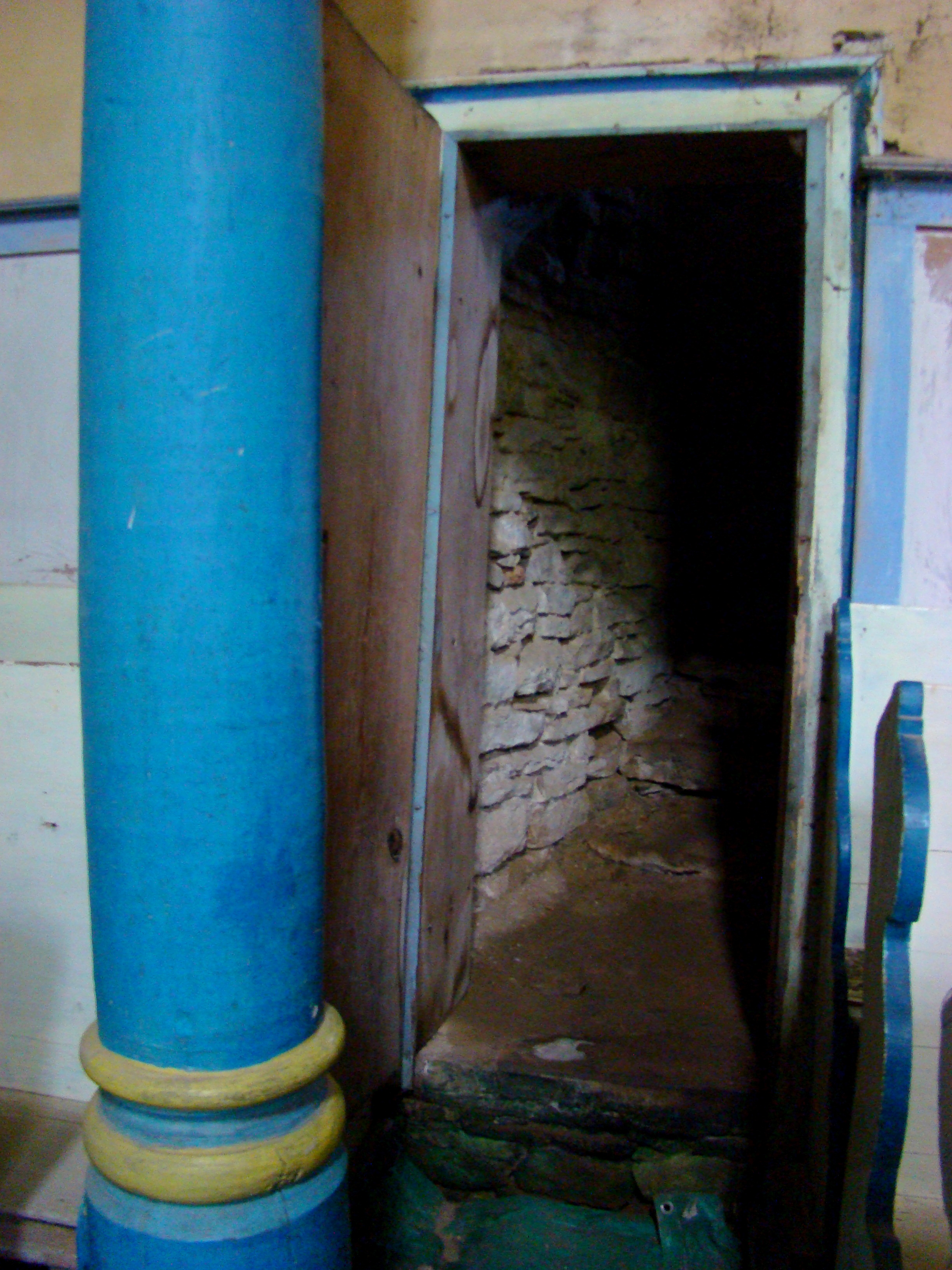
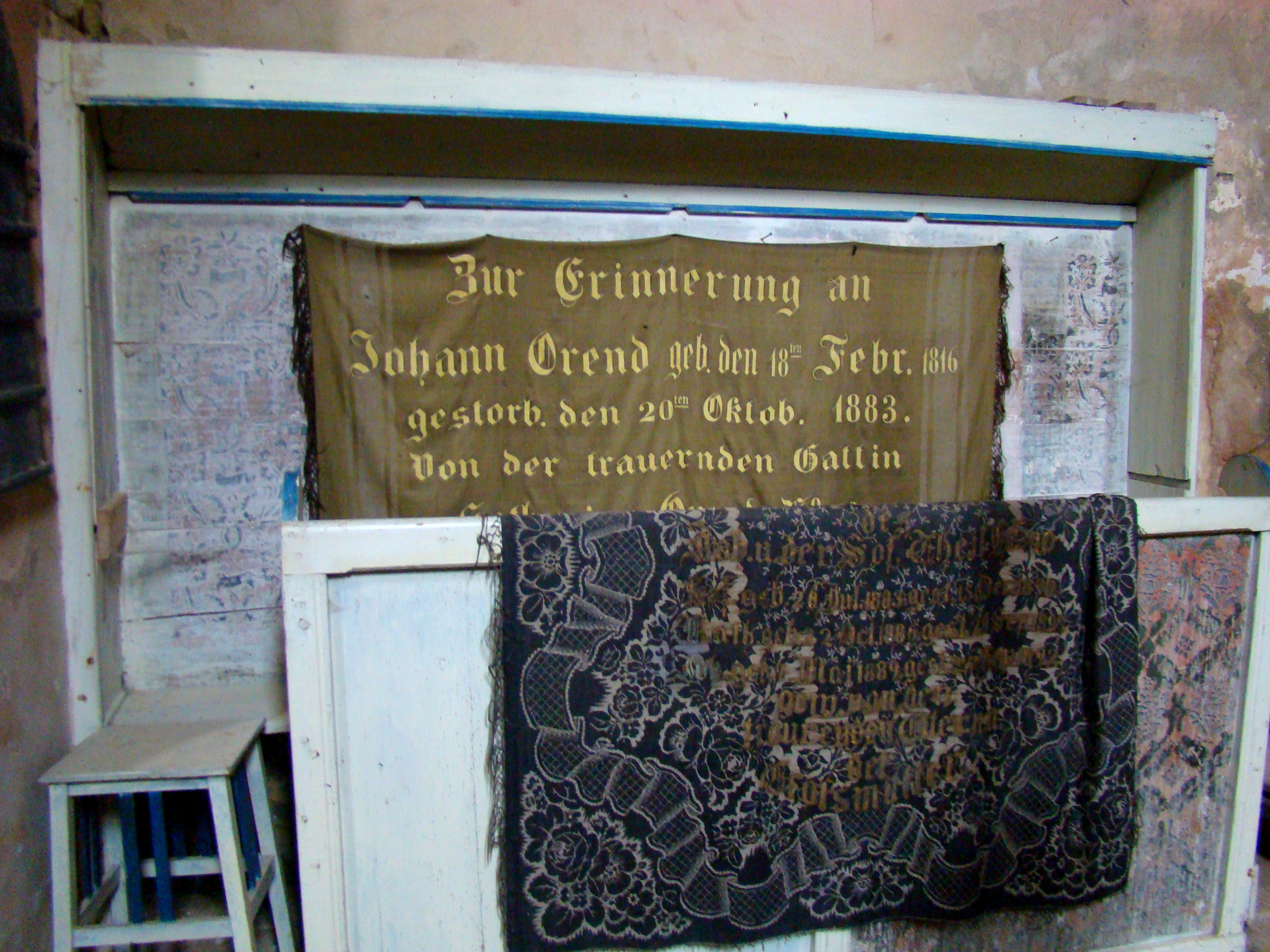
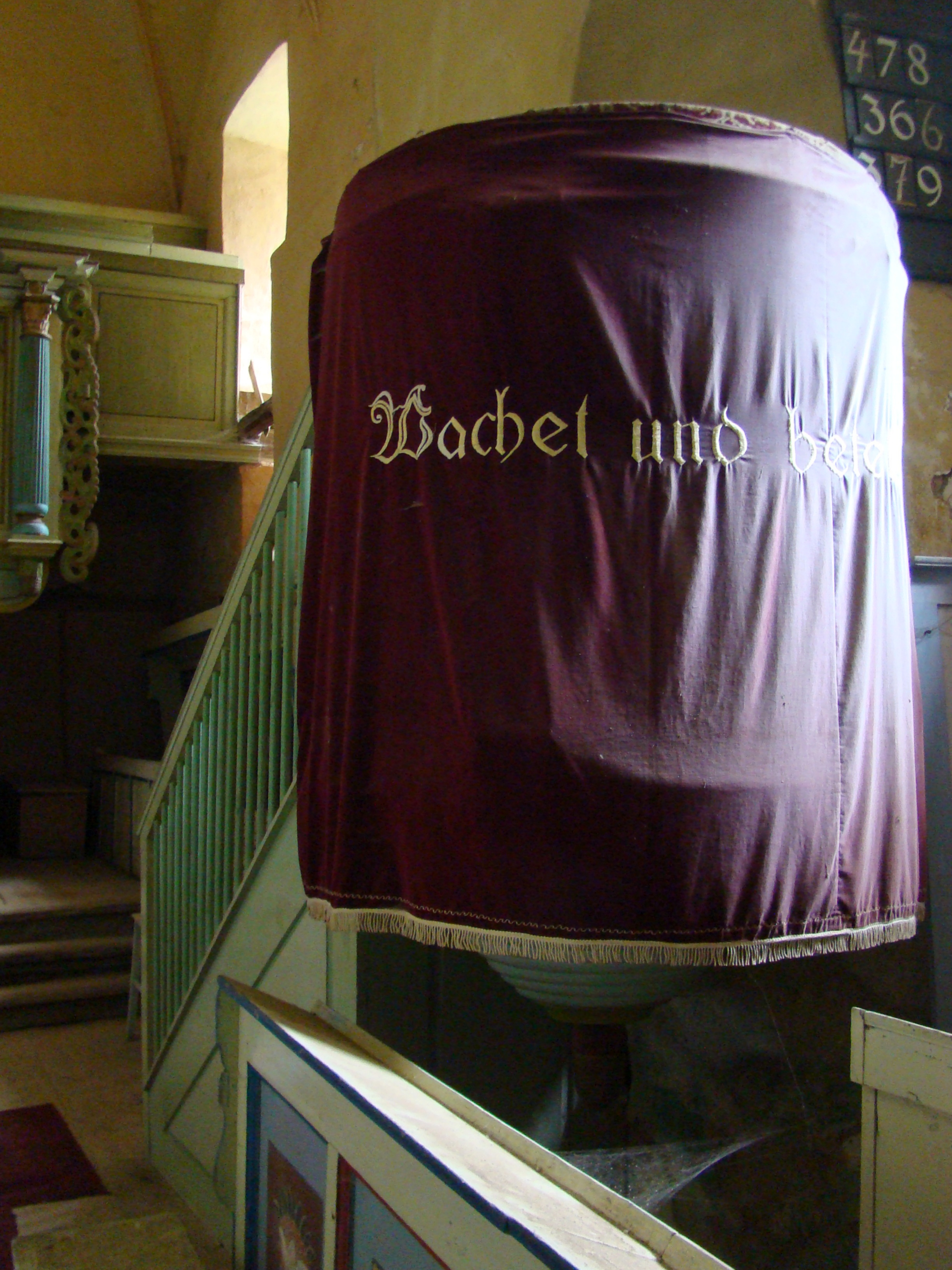
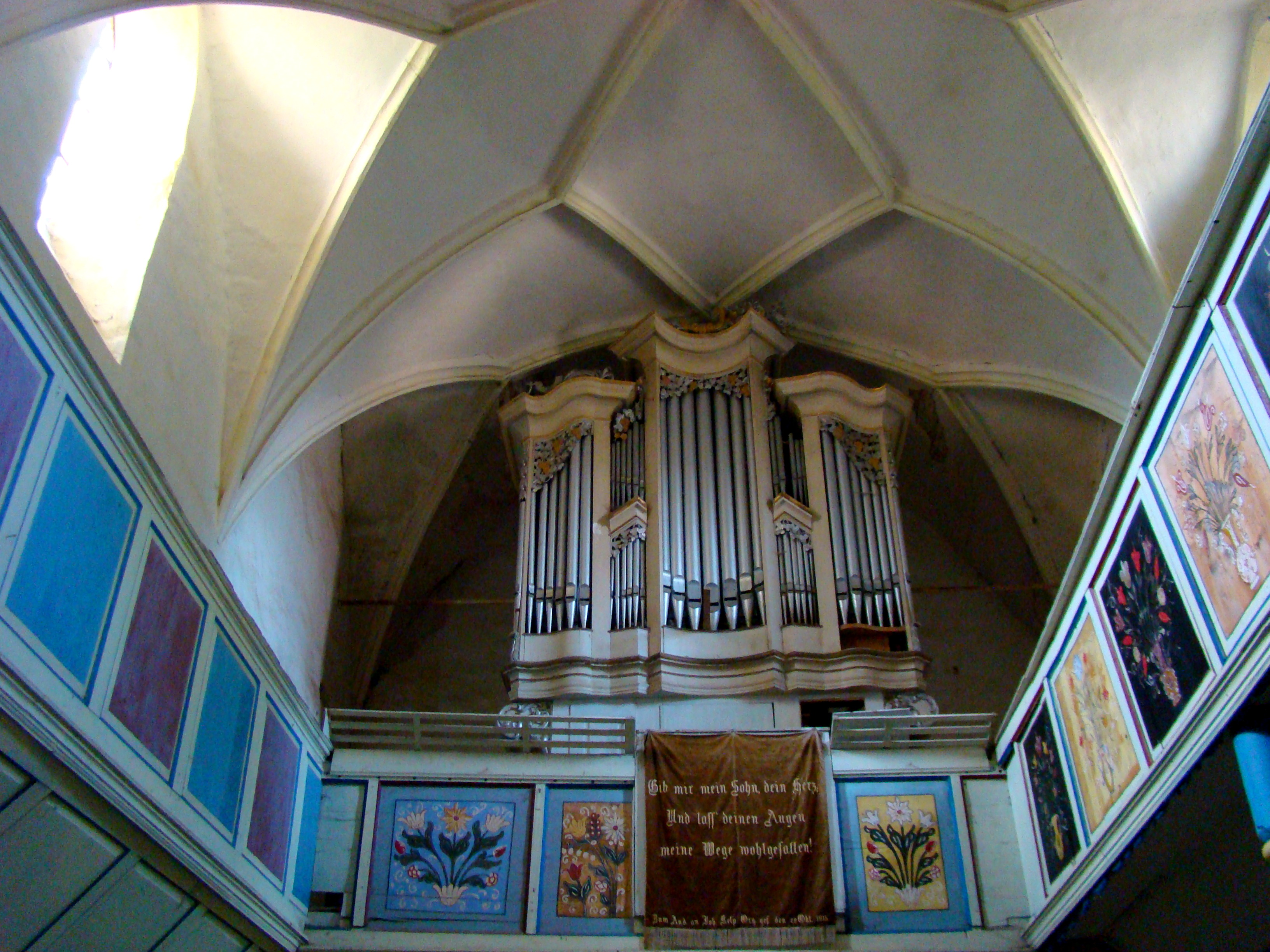
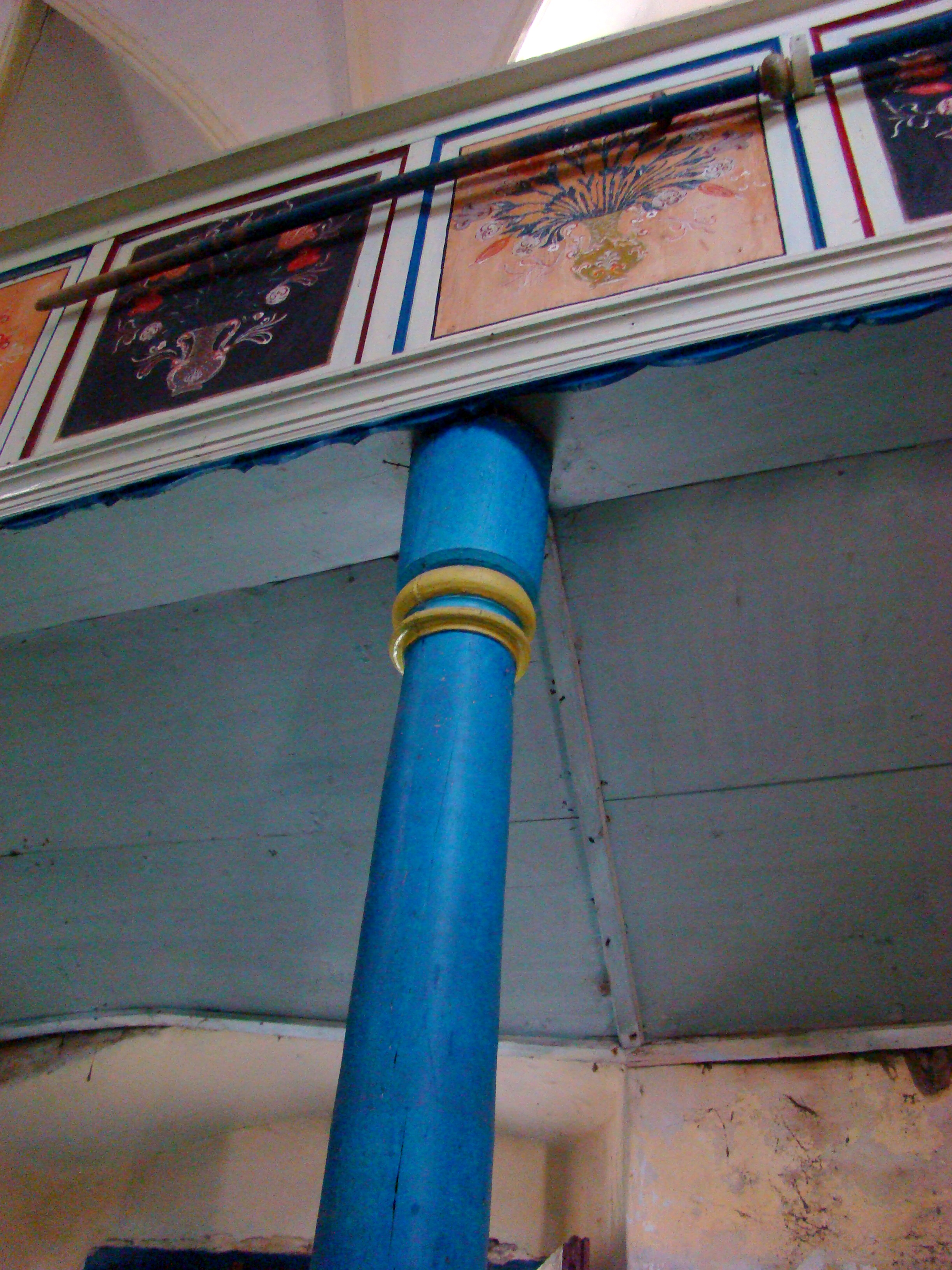
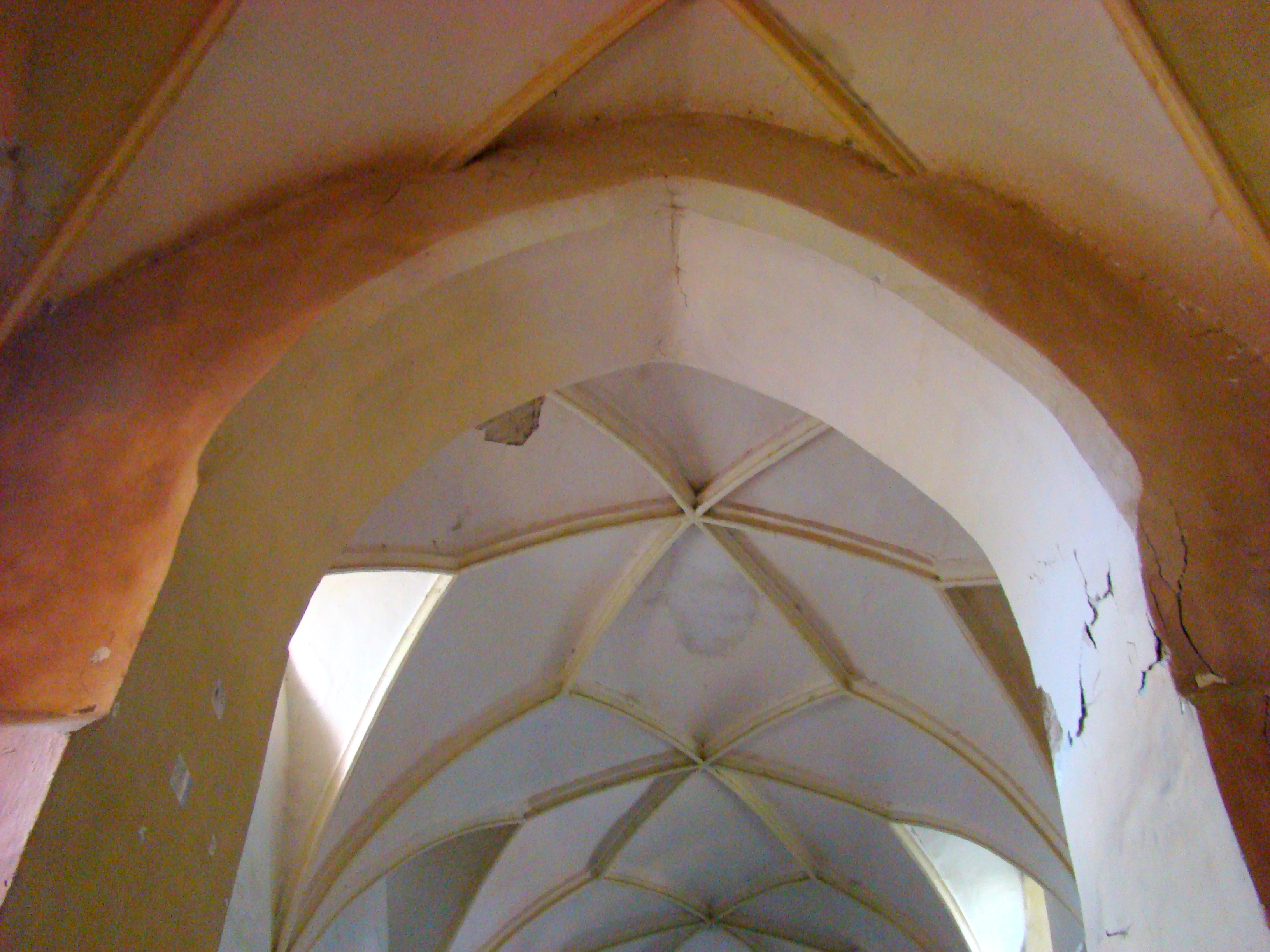
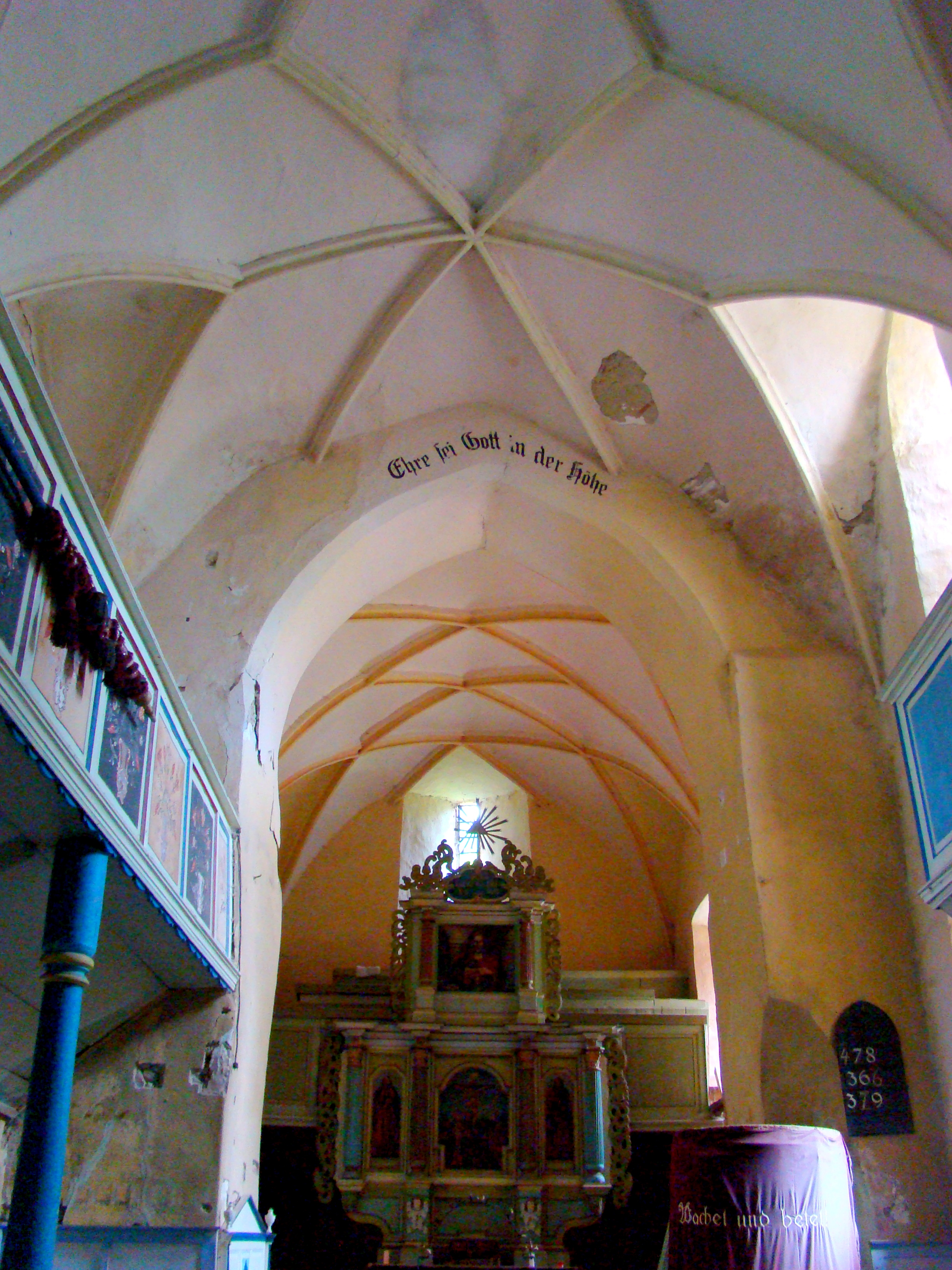
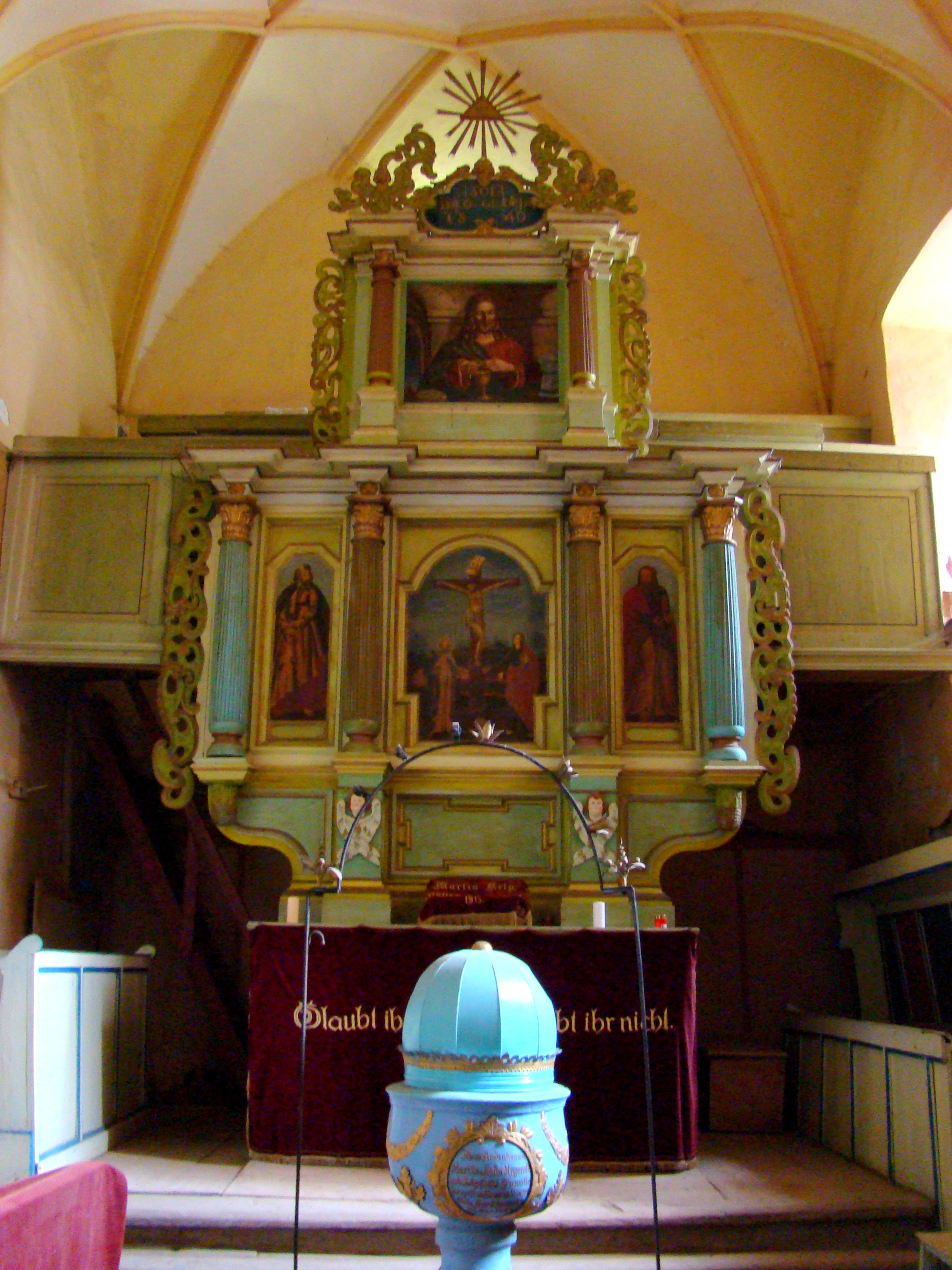
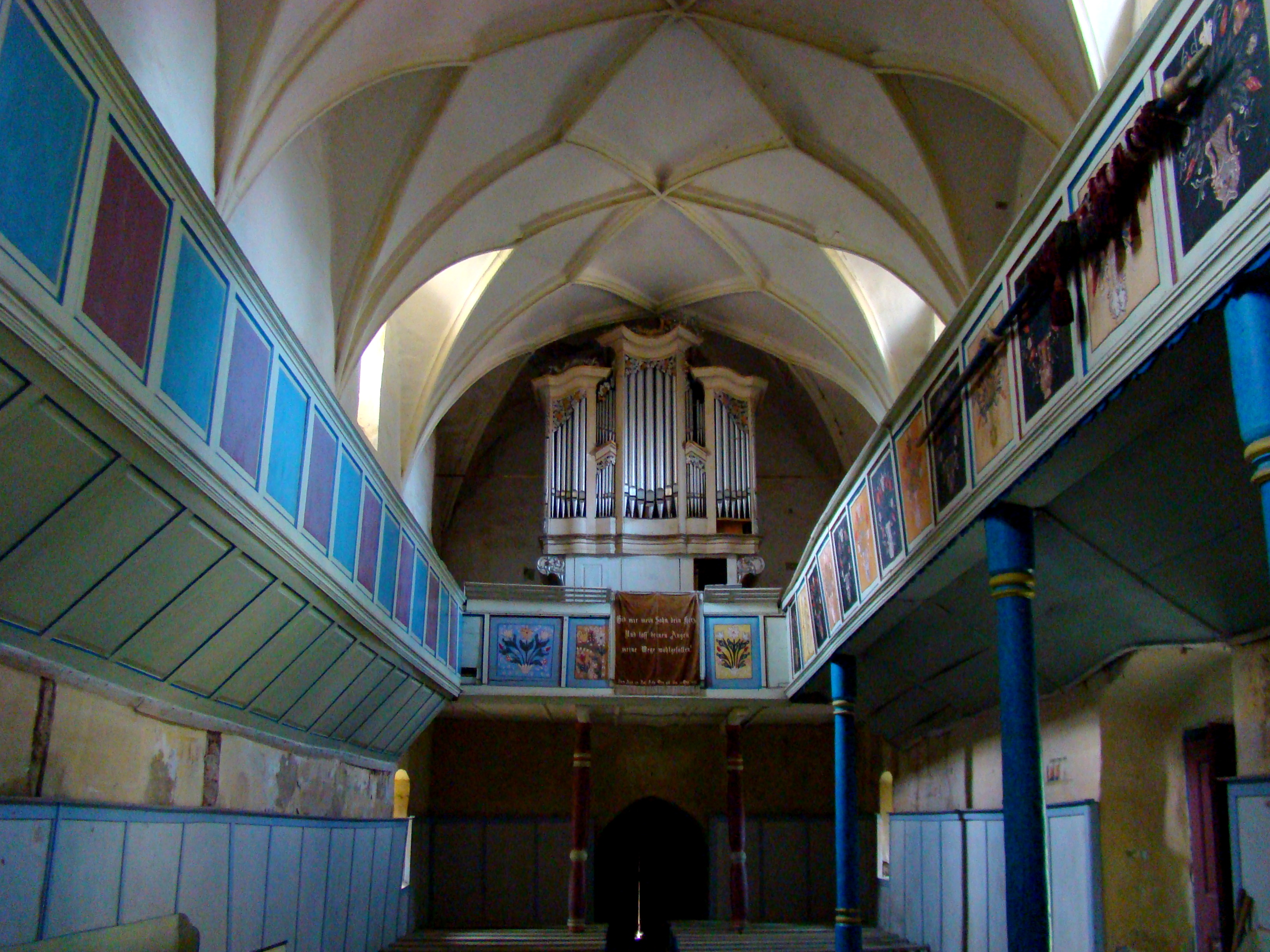
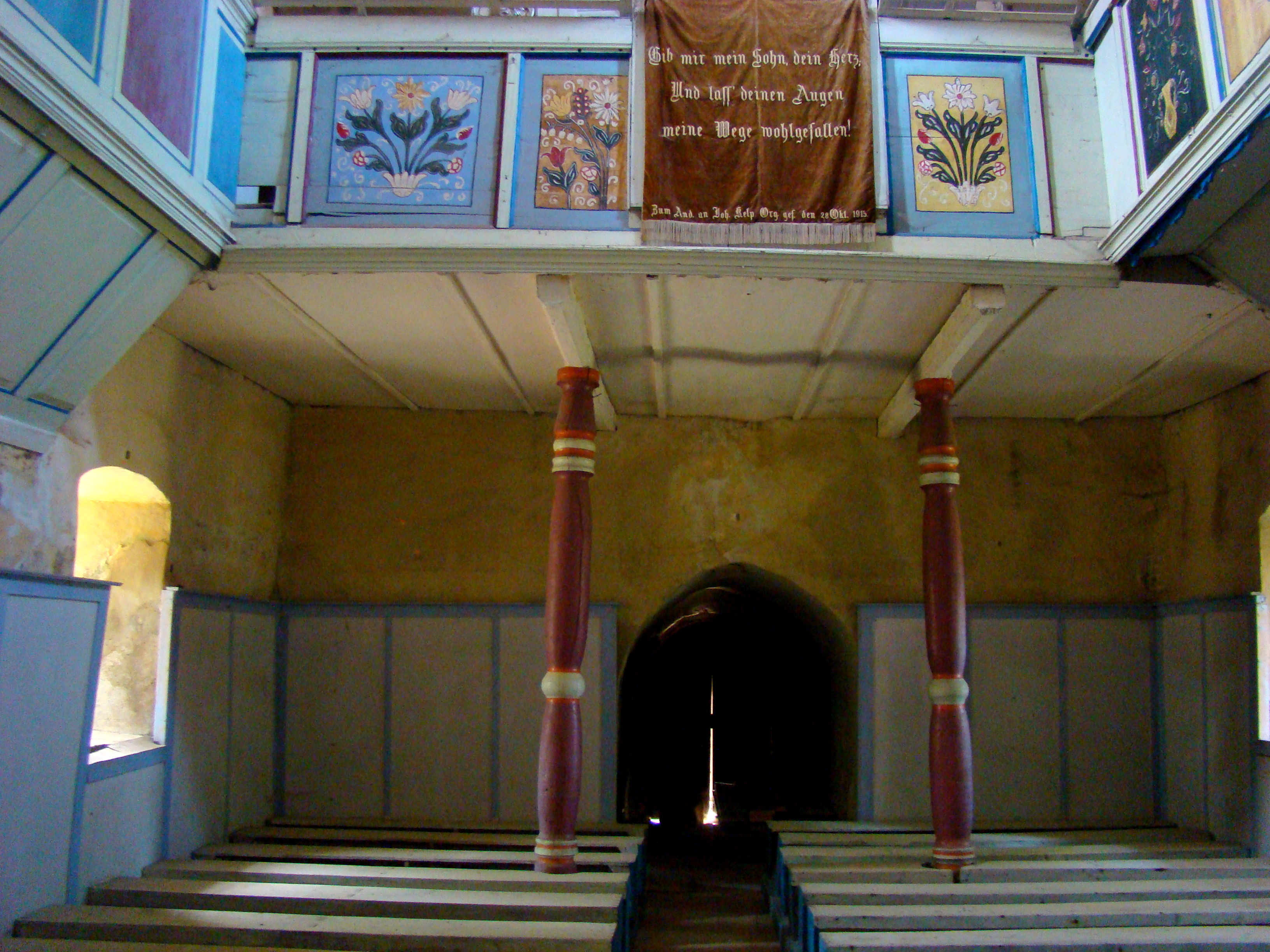
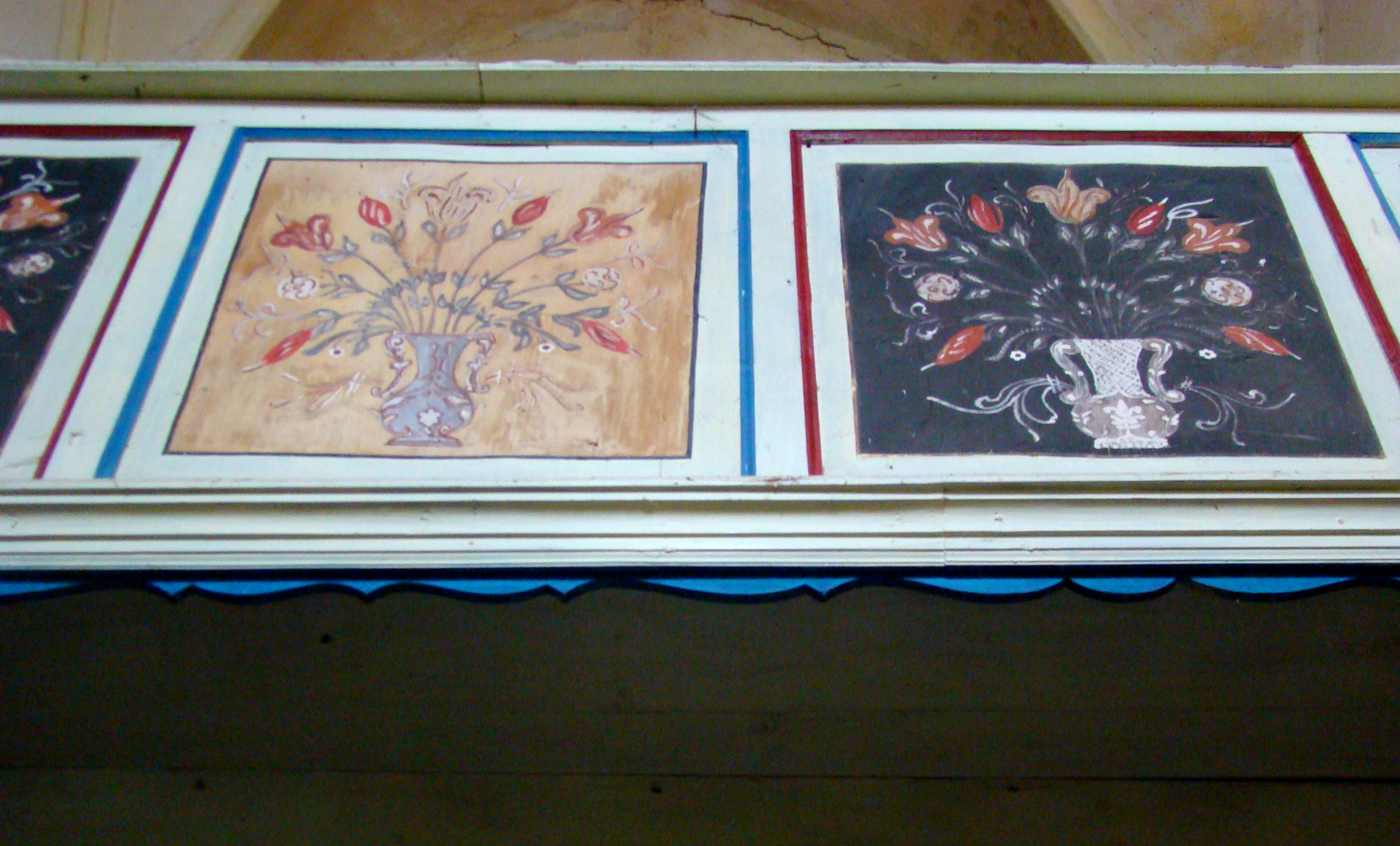
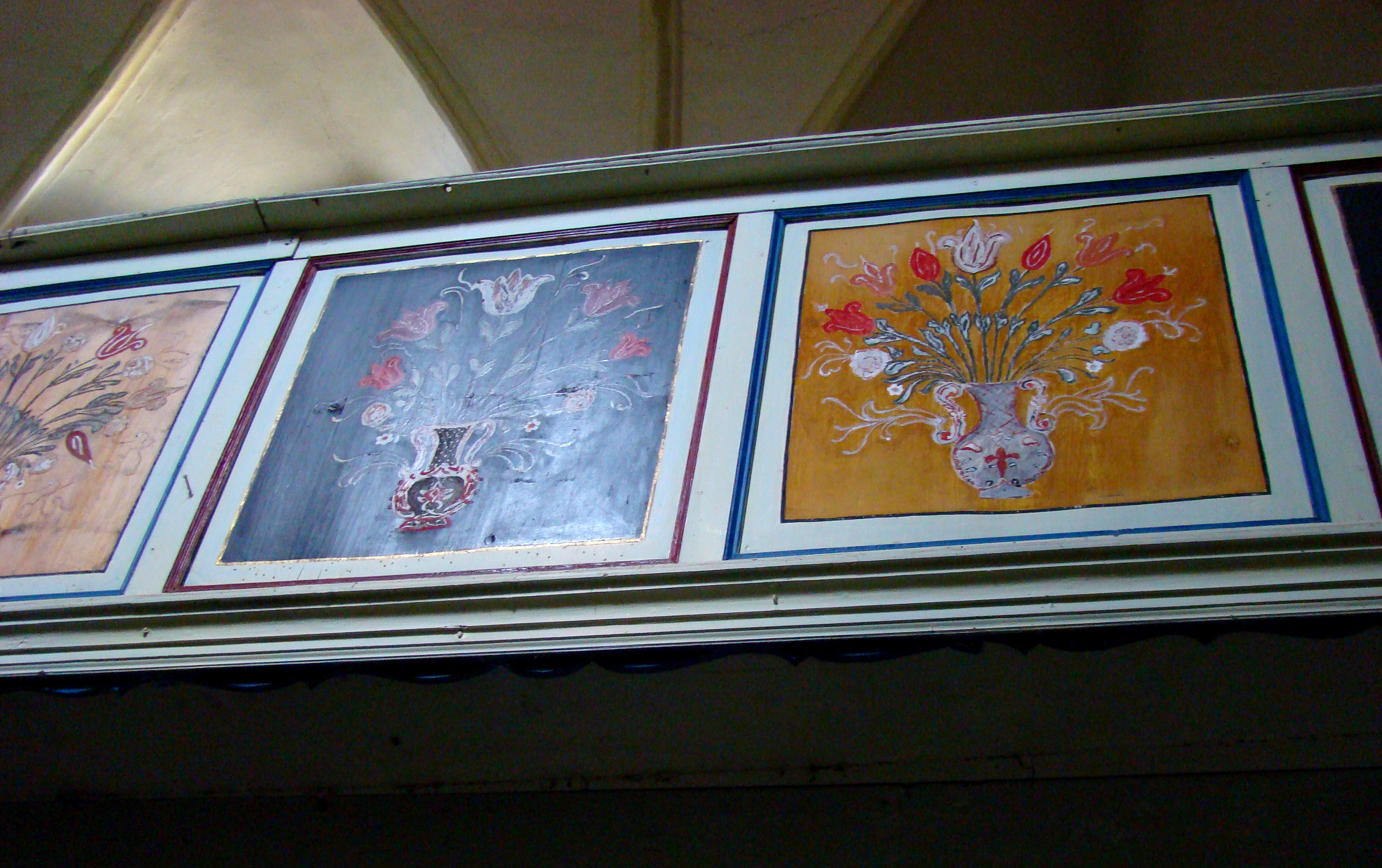
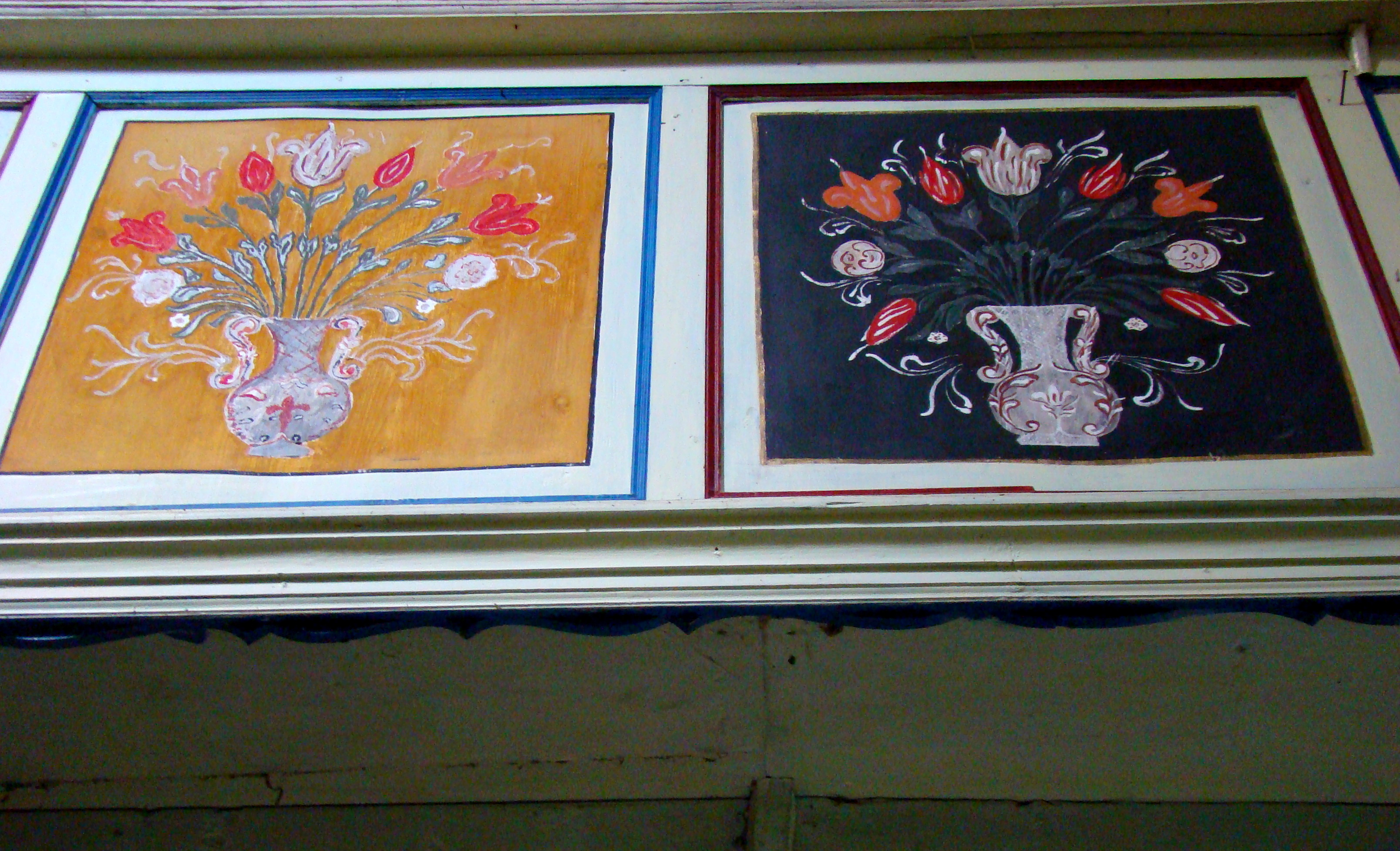
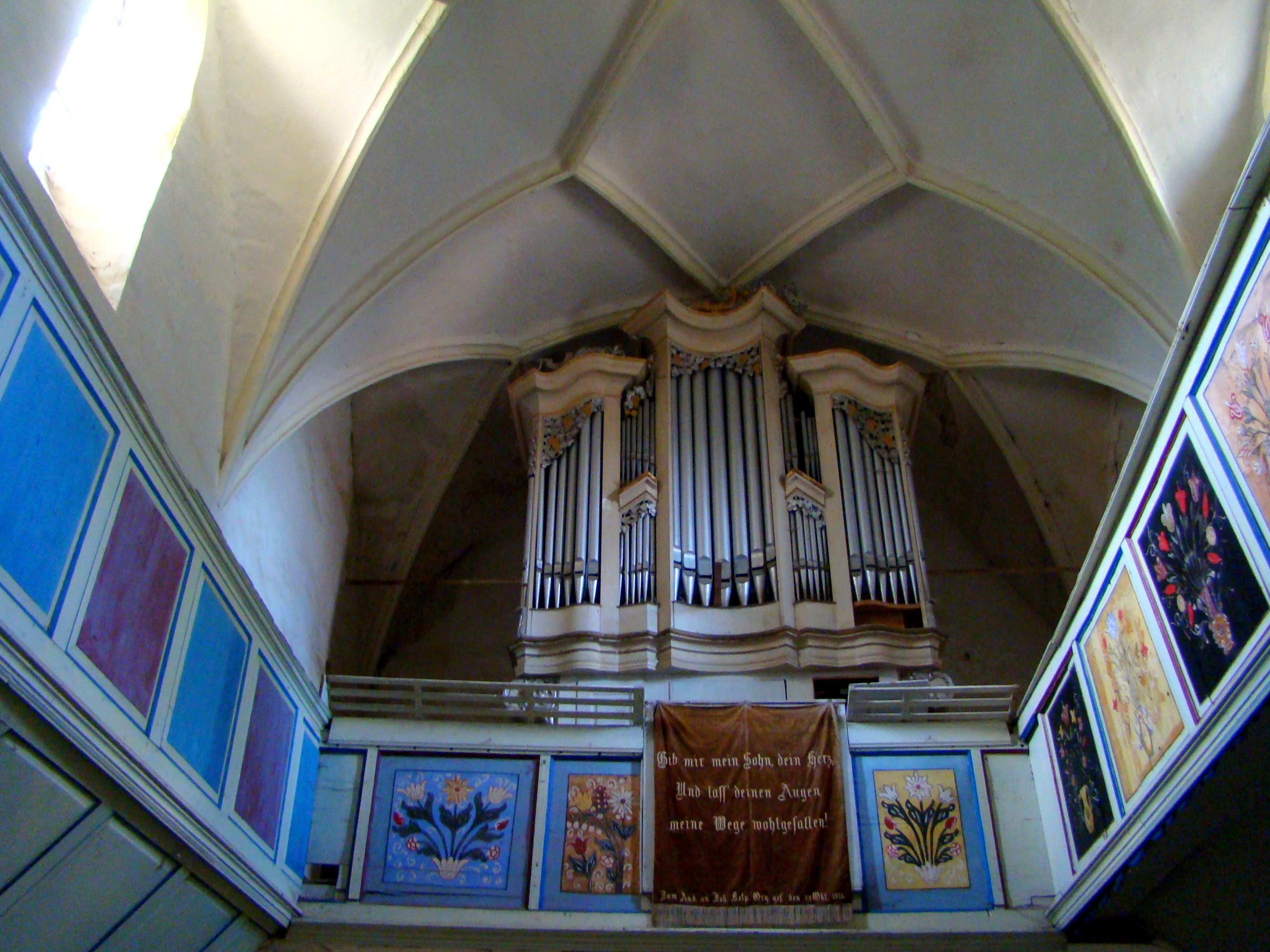

## Imagini din exterior

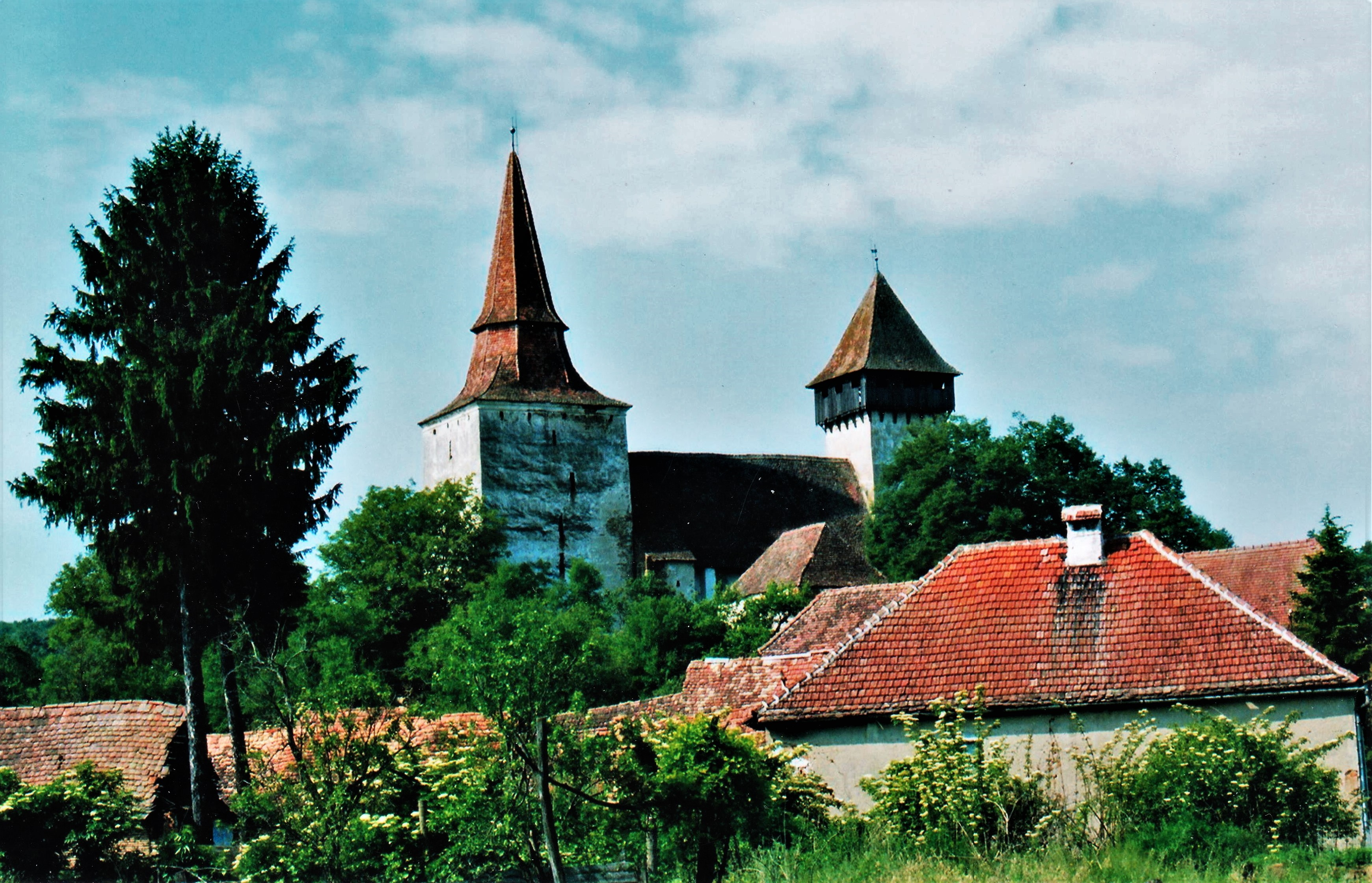
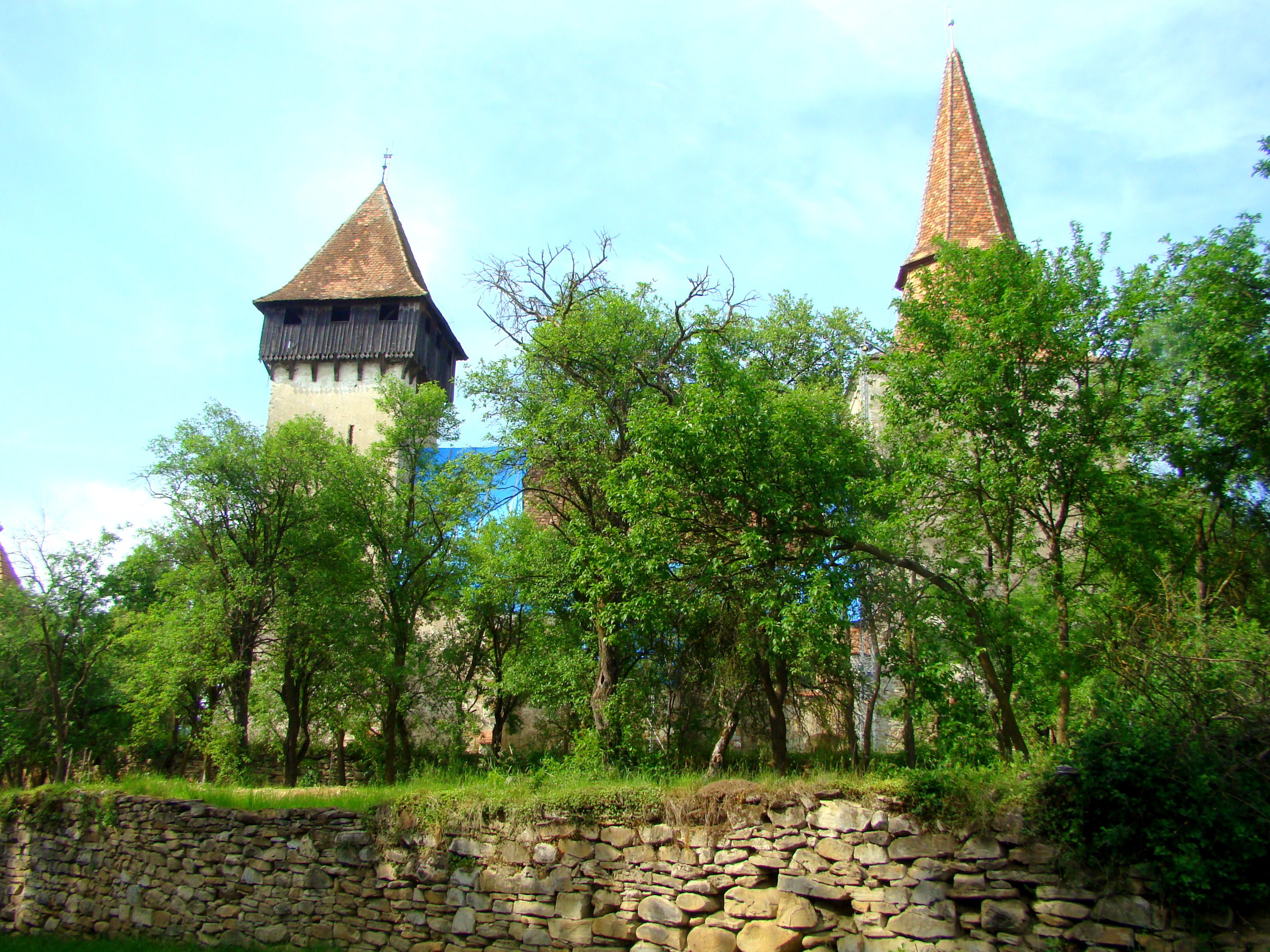
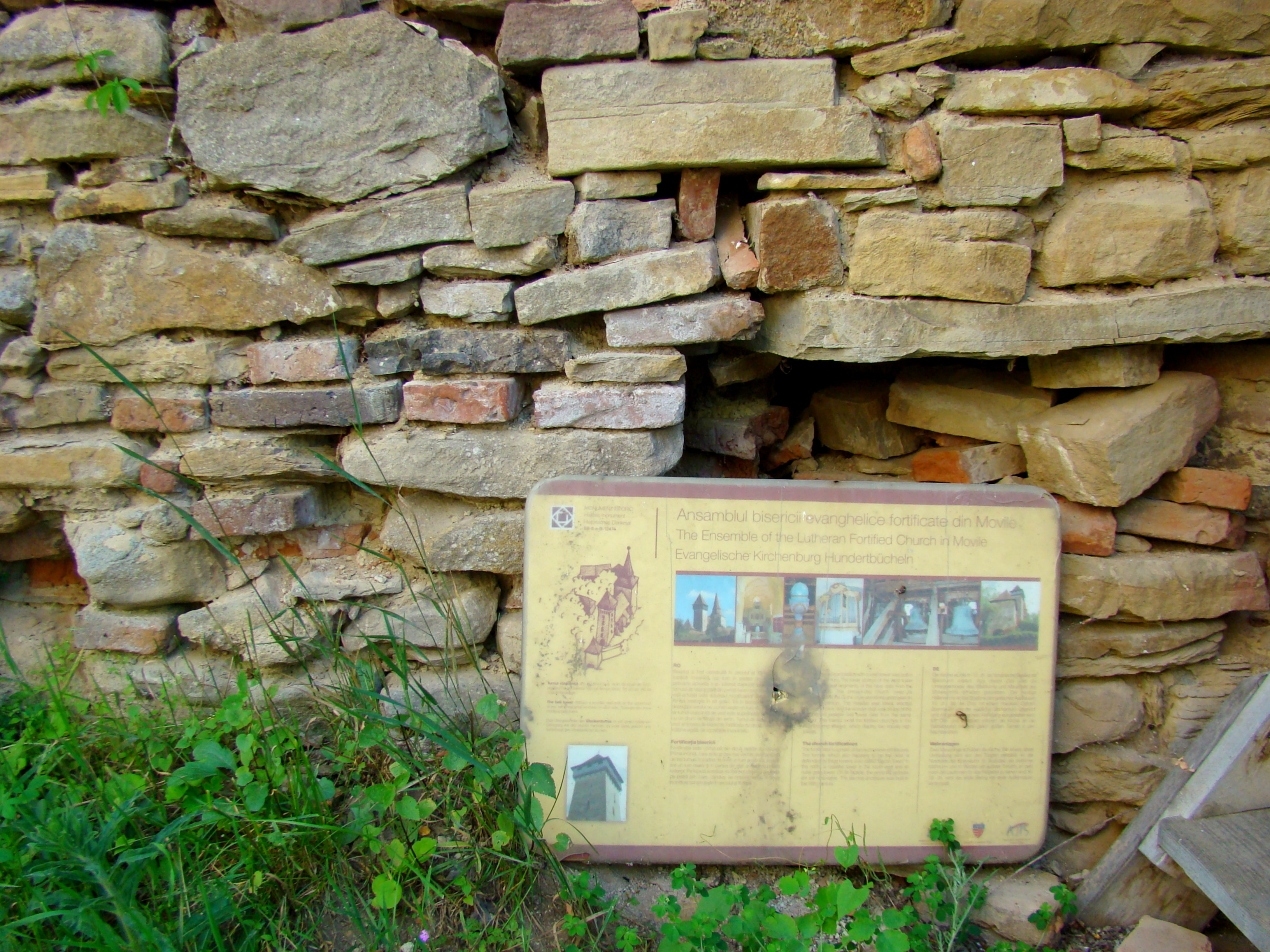
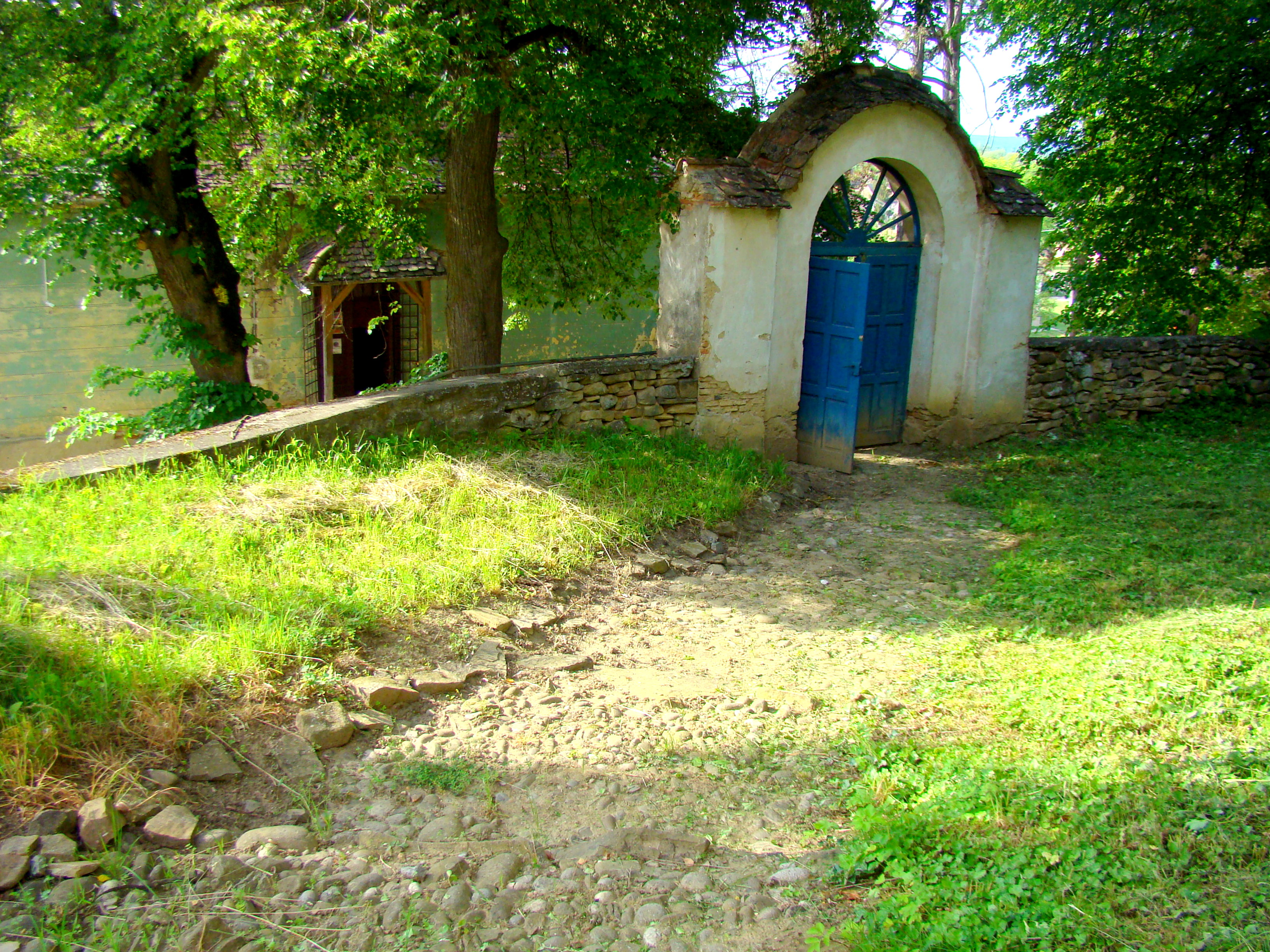
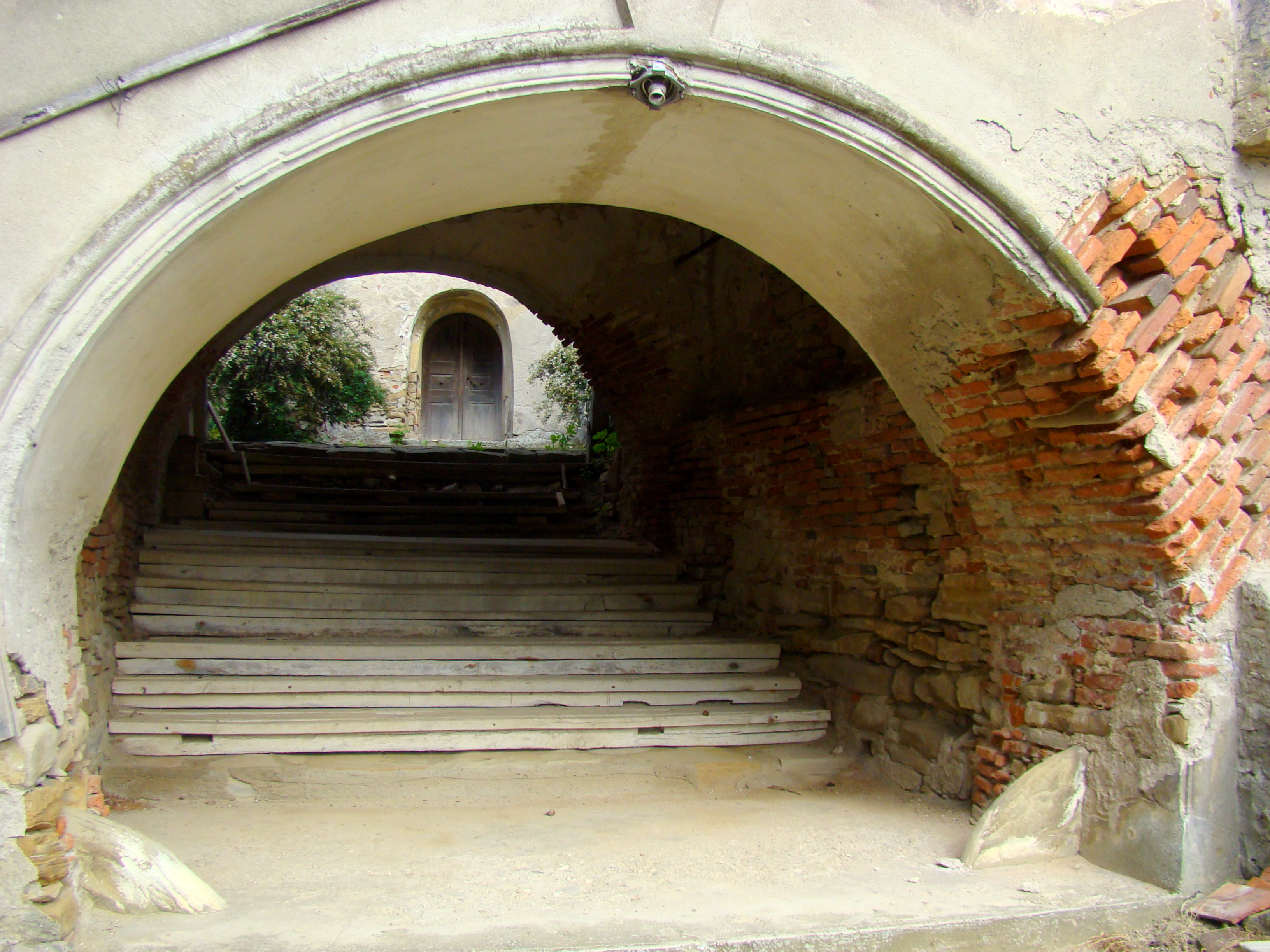
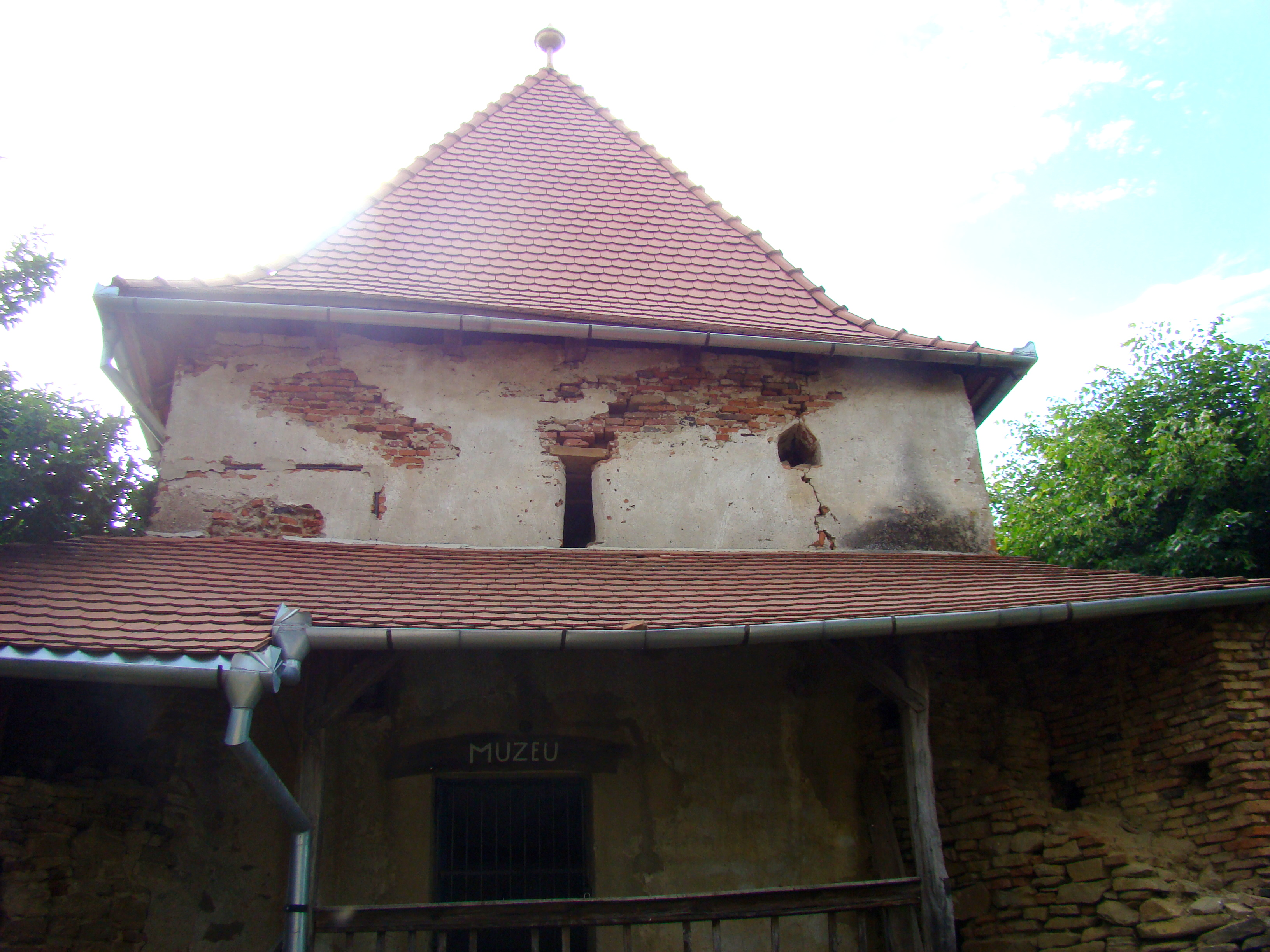
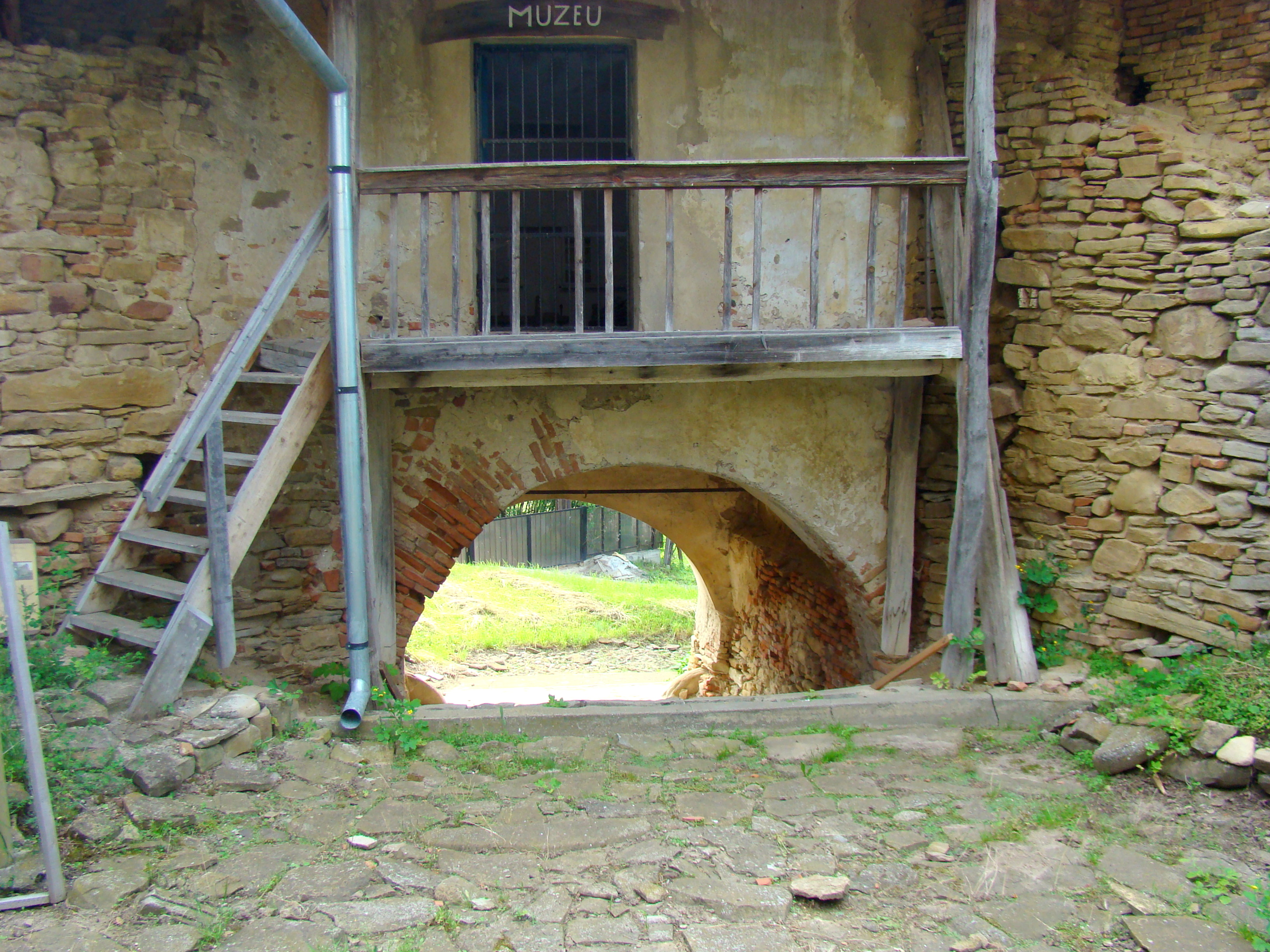
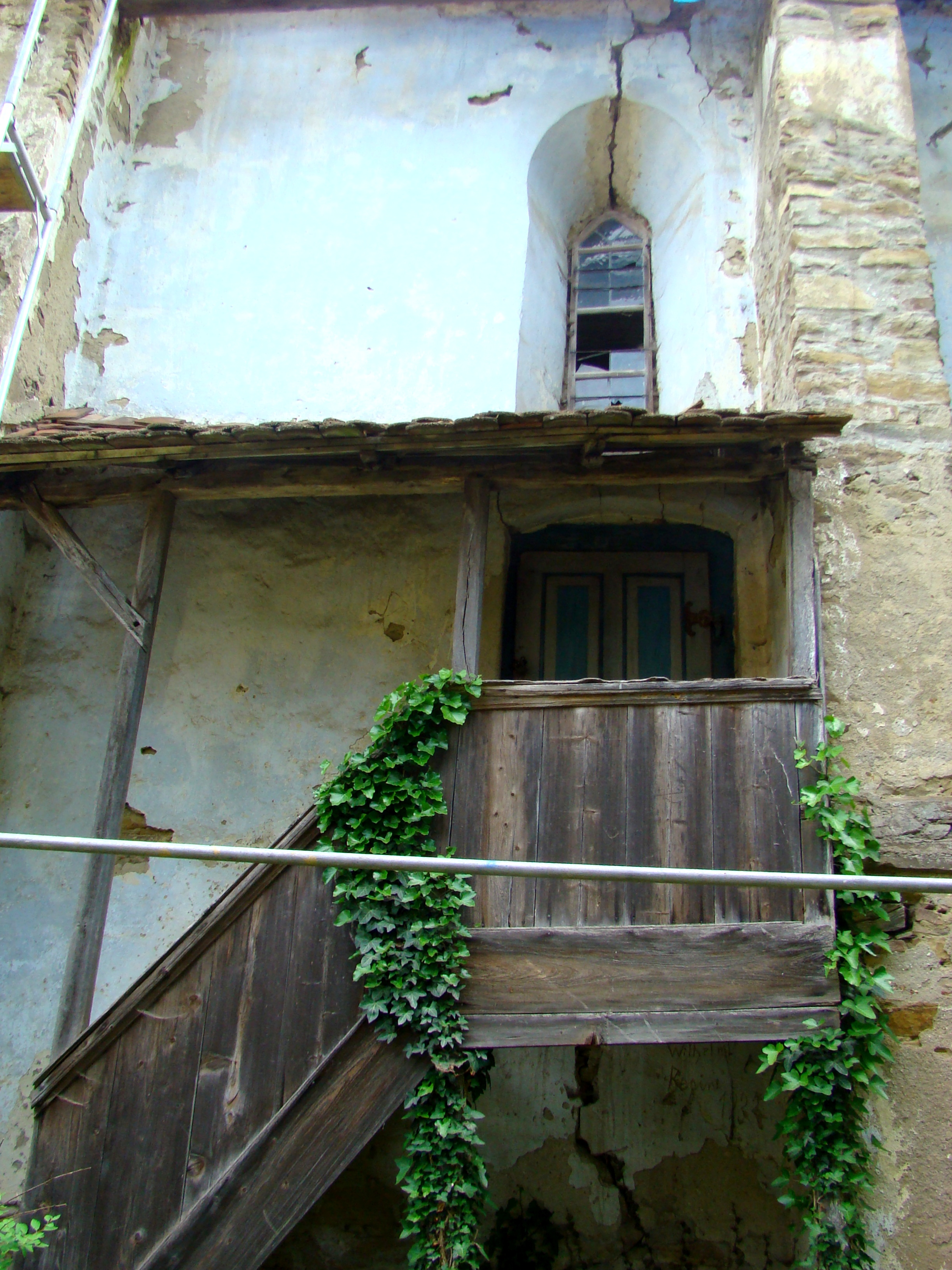
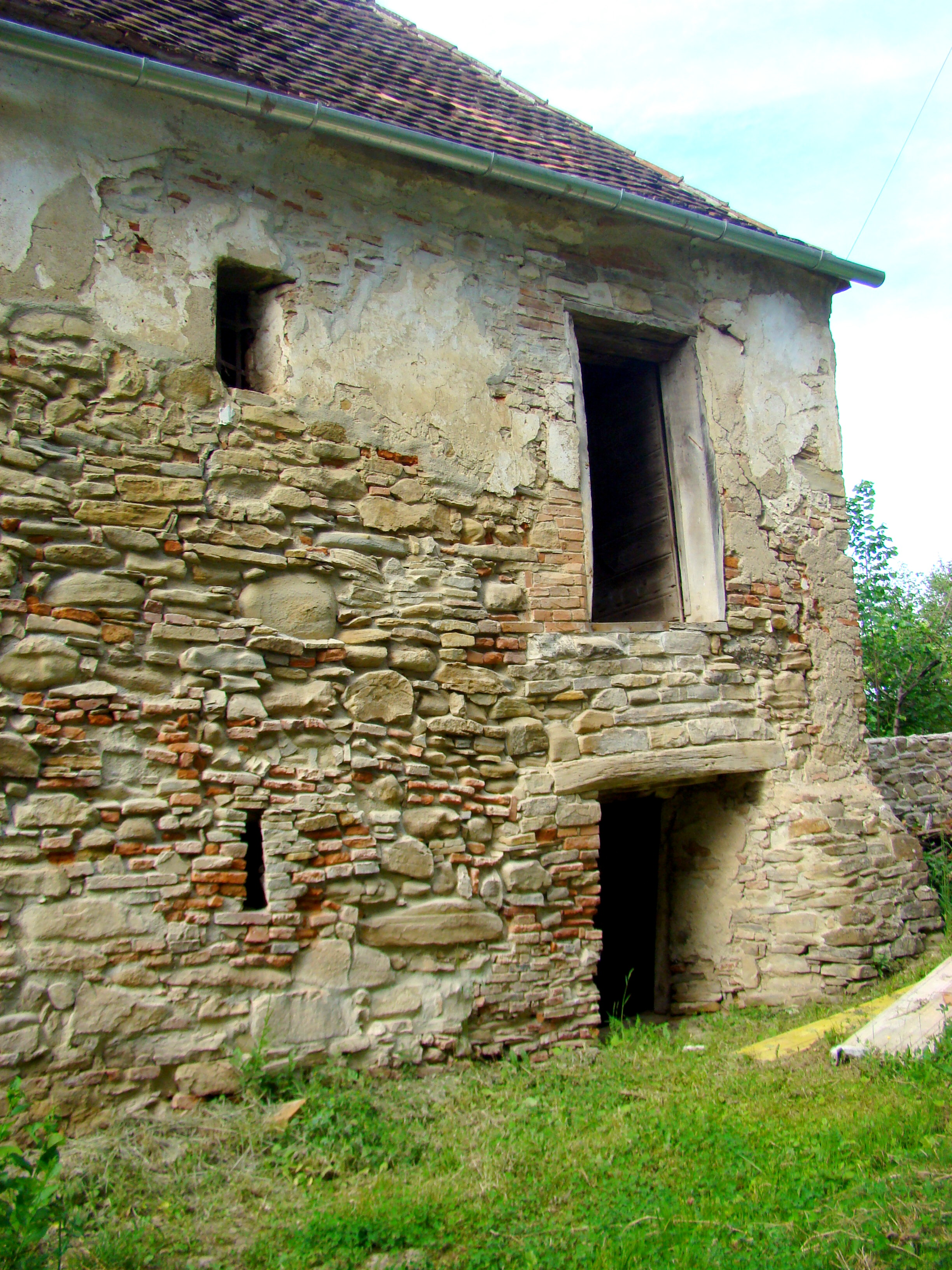
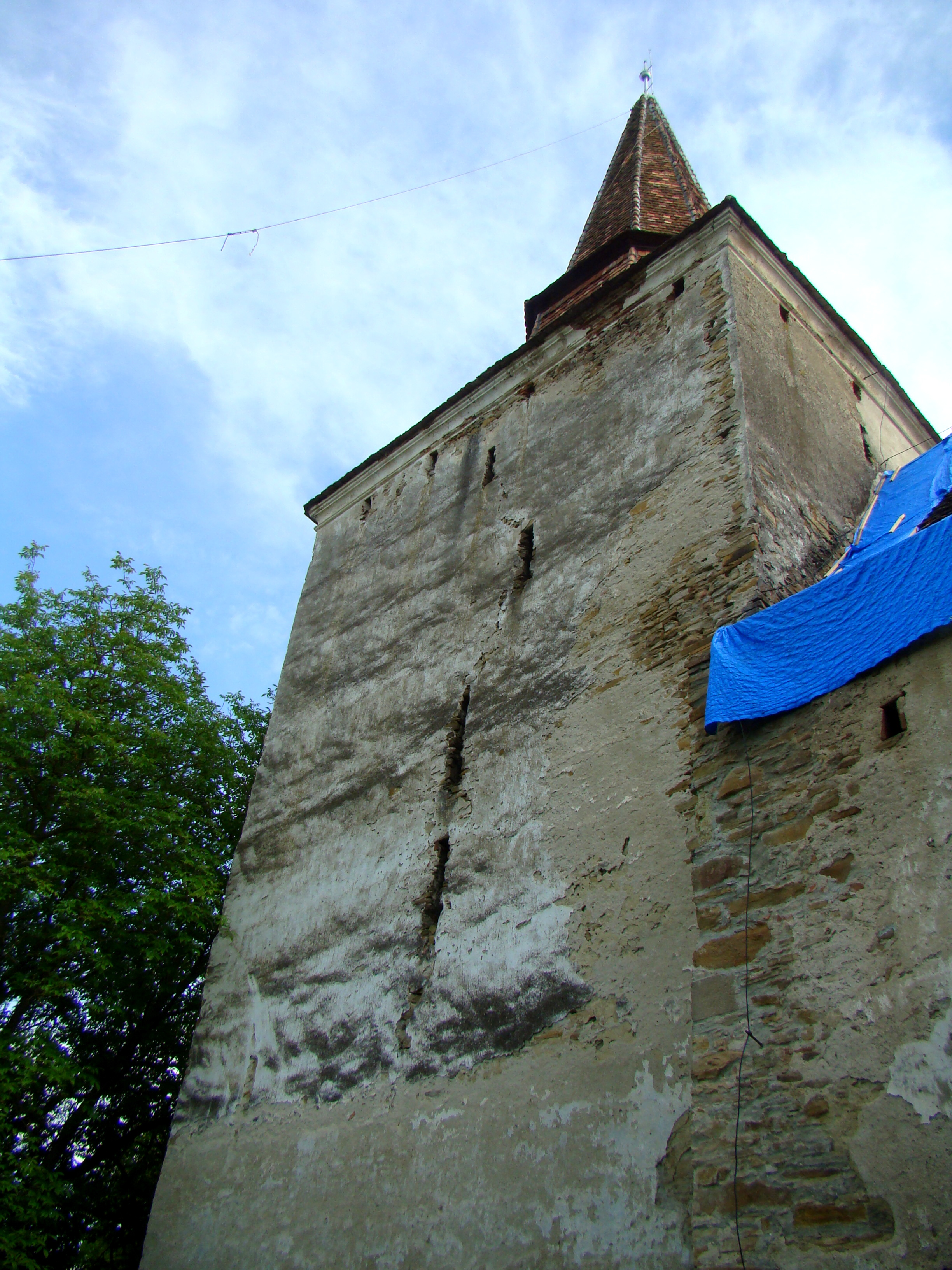
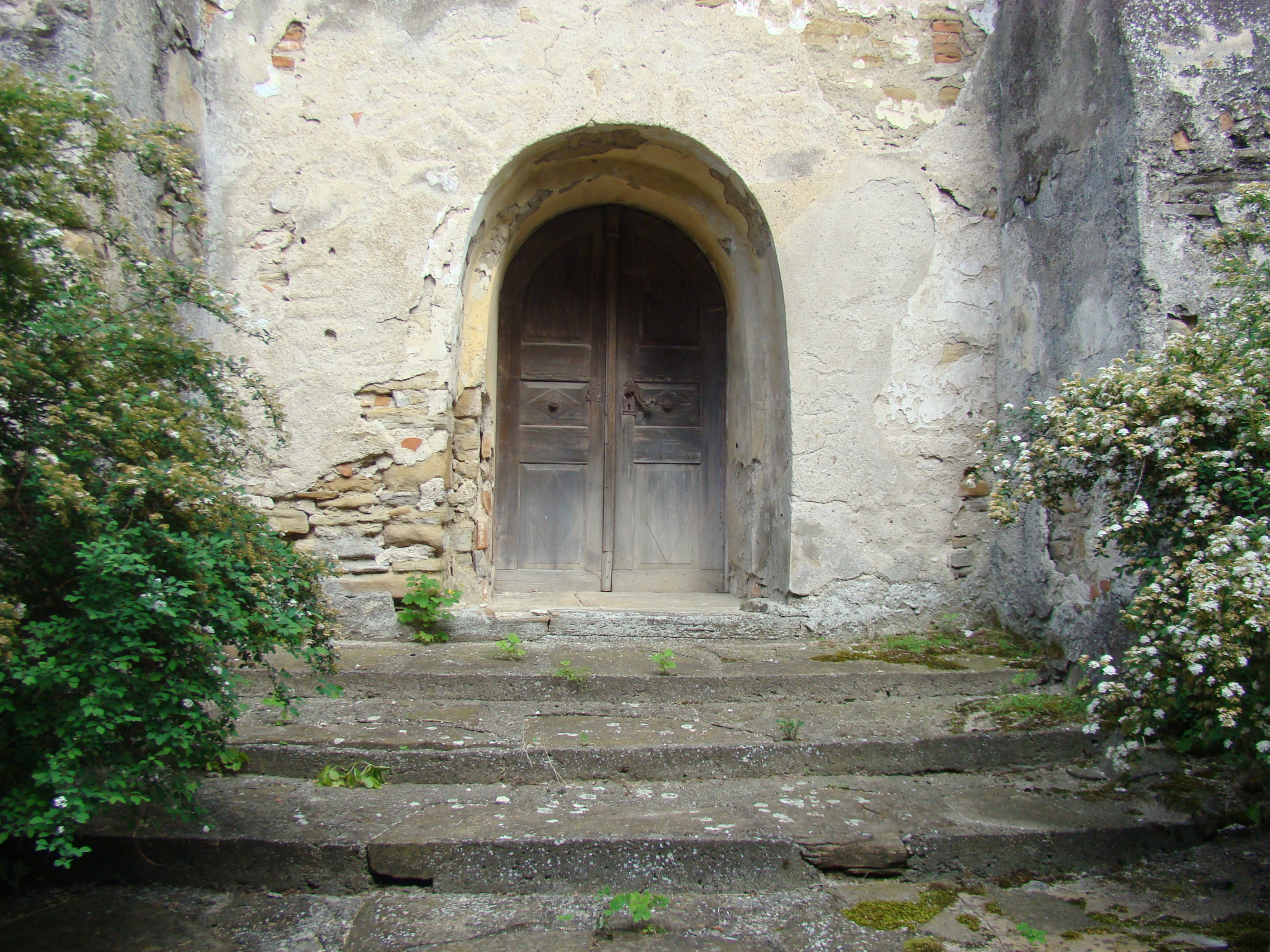
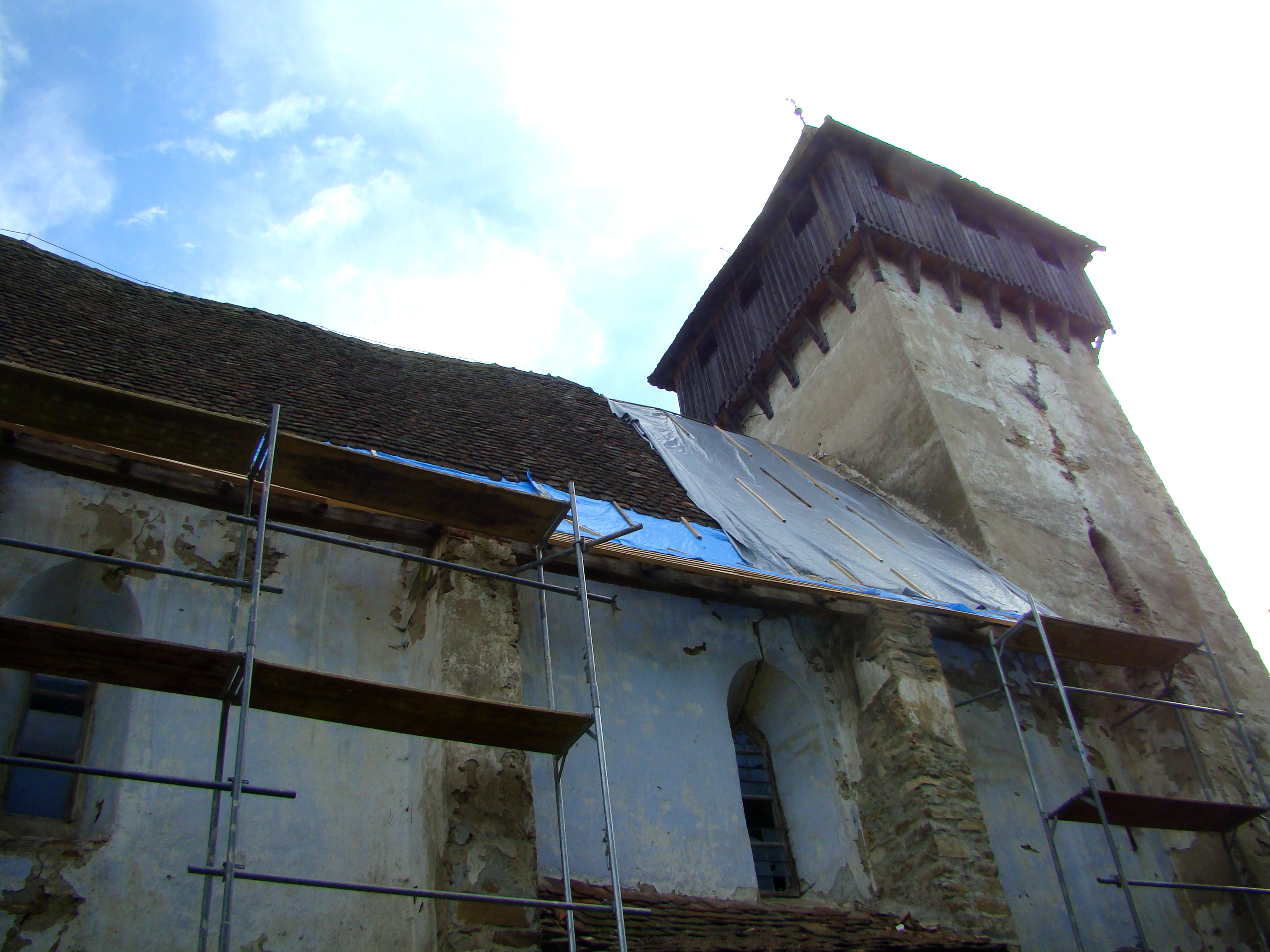
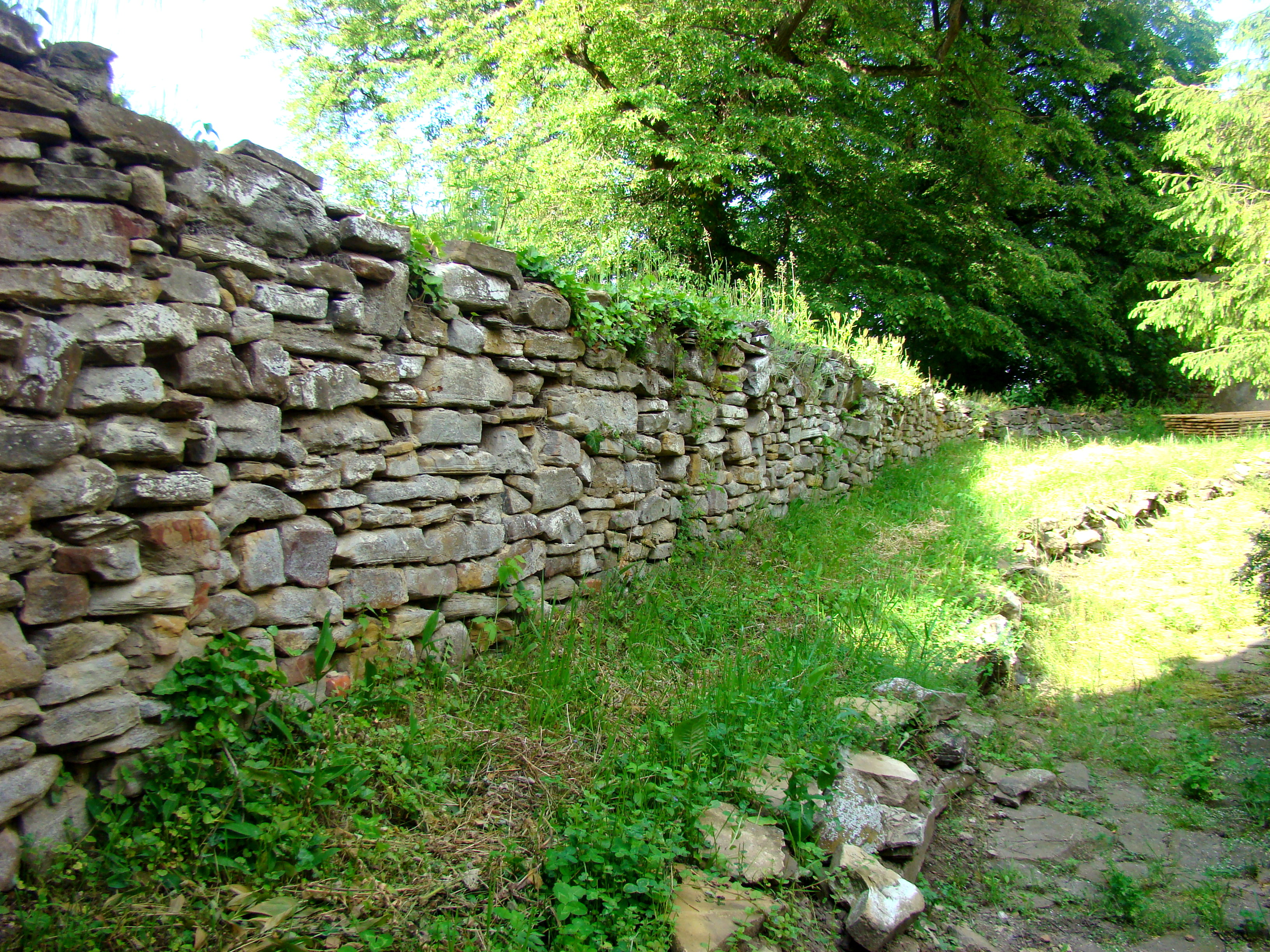
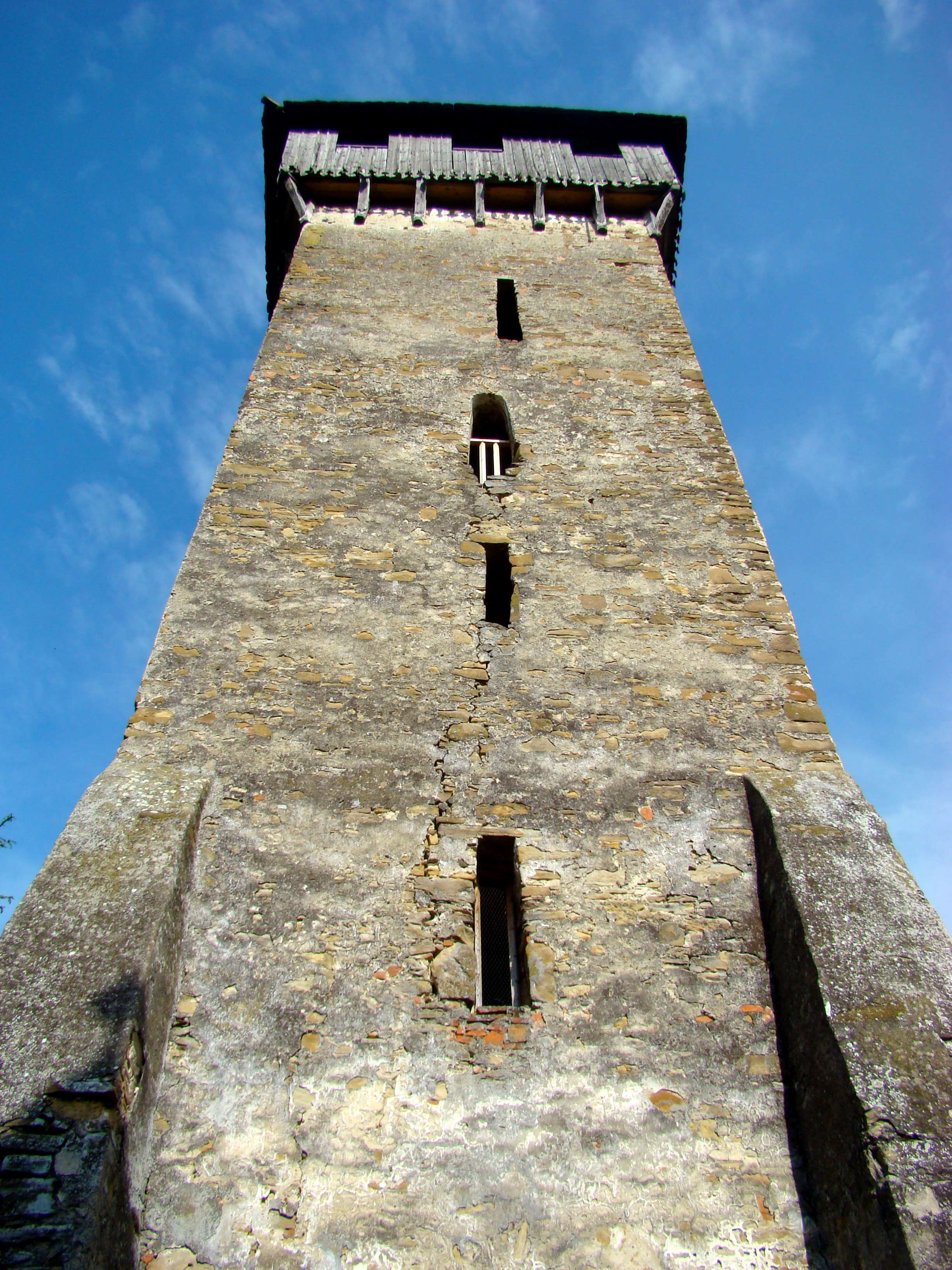
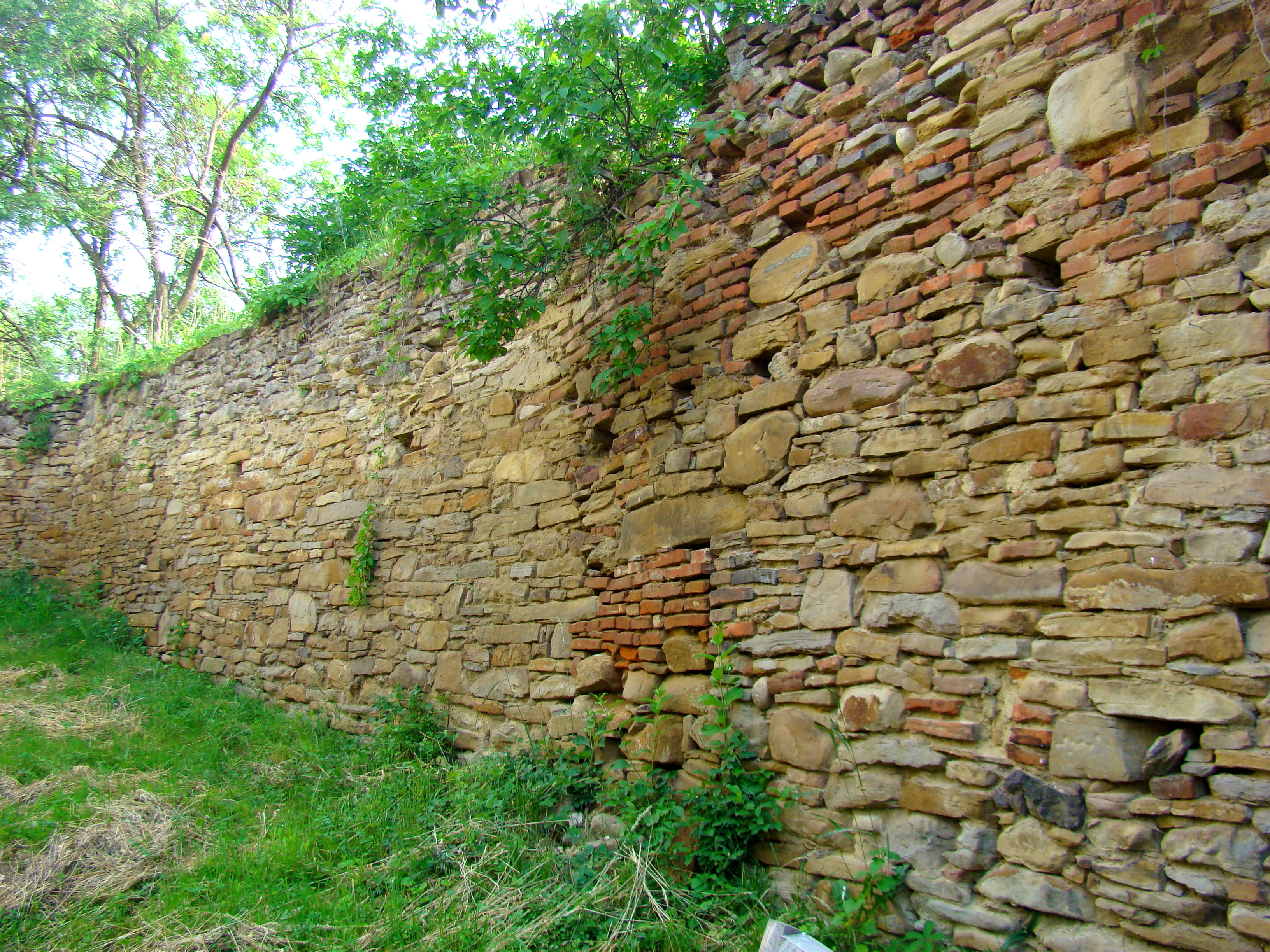
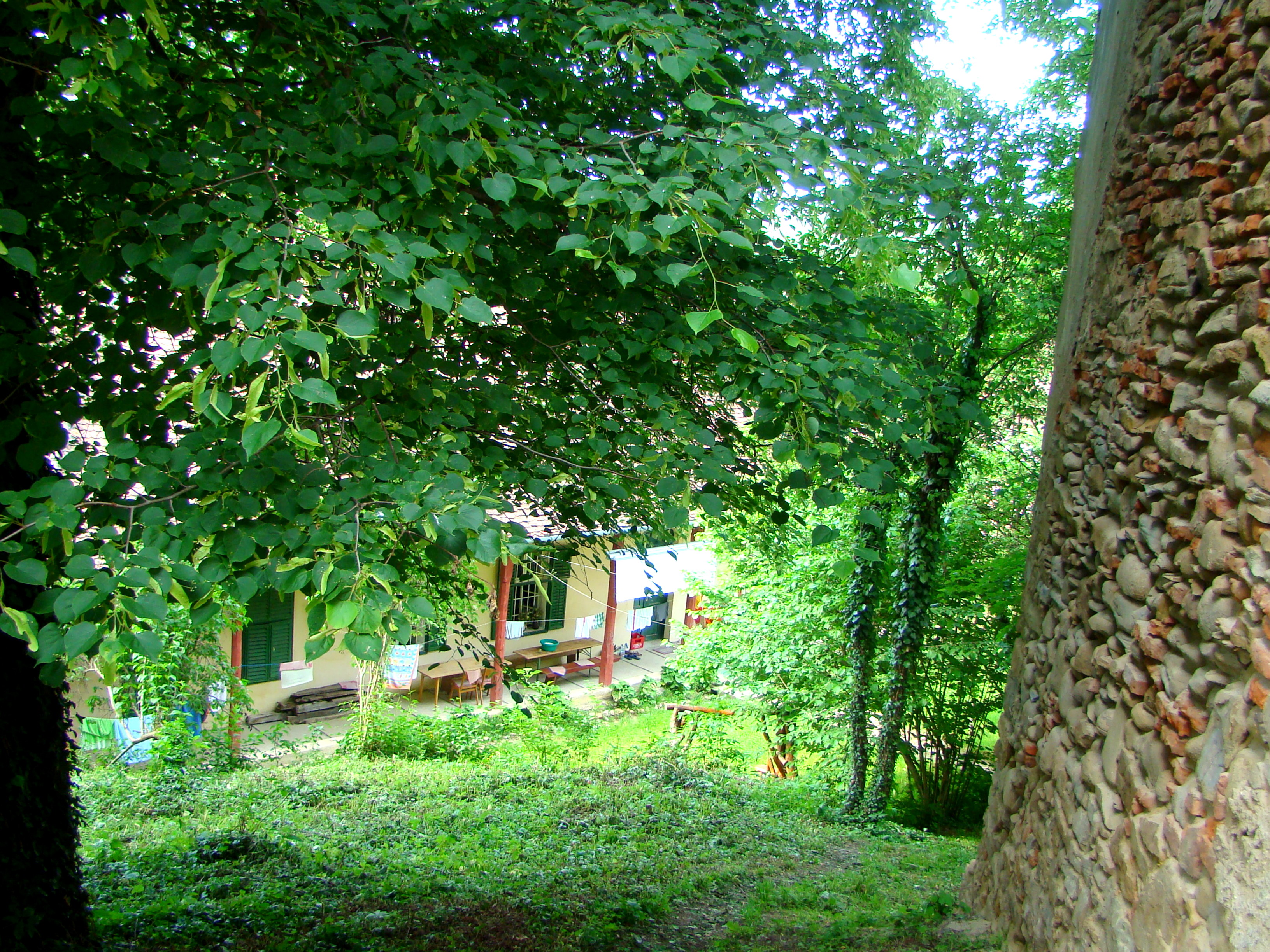
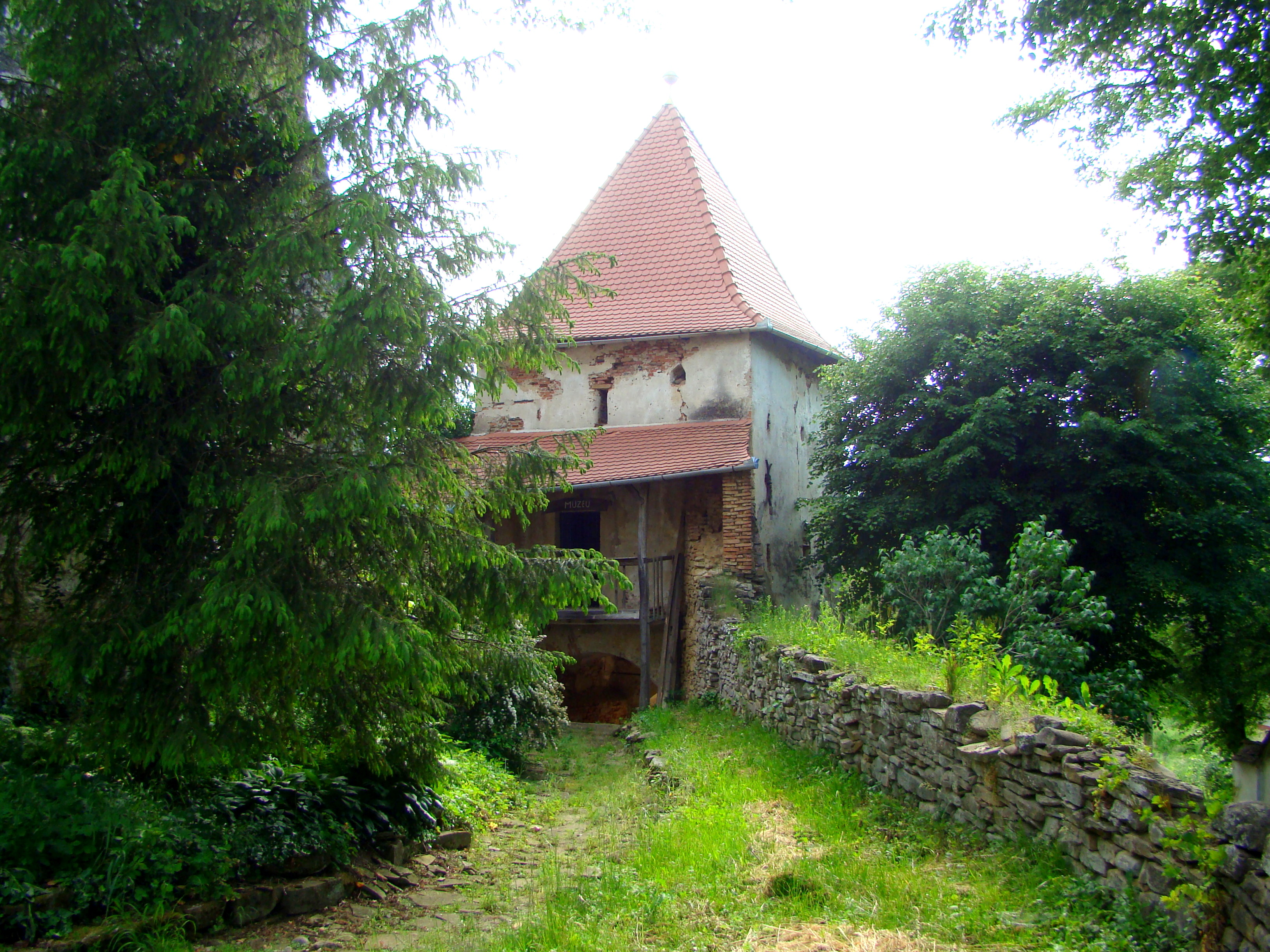
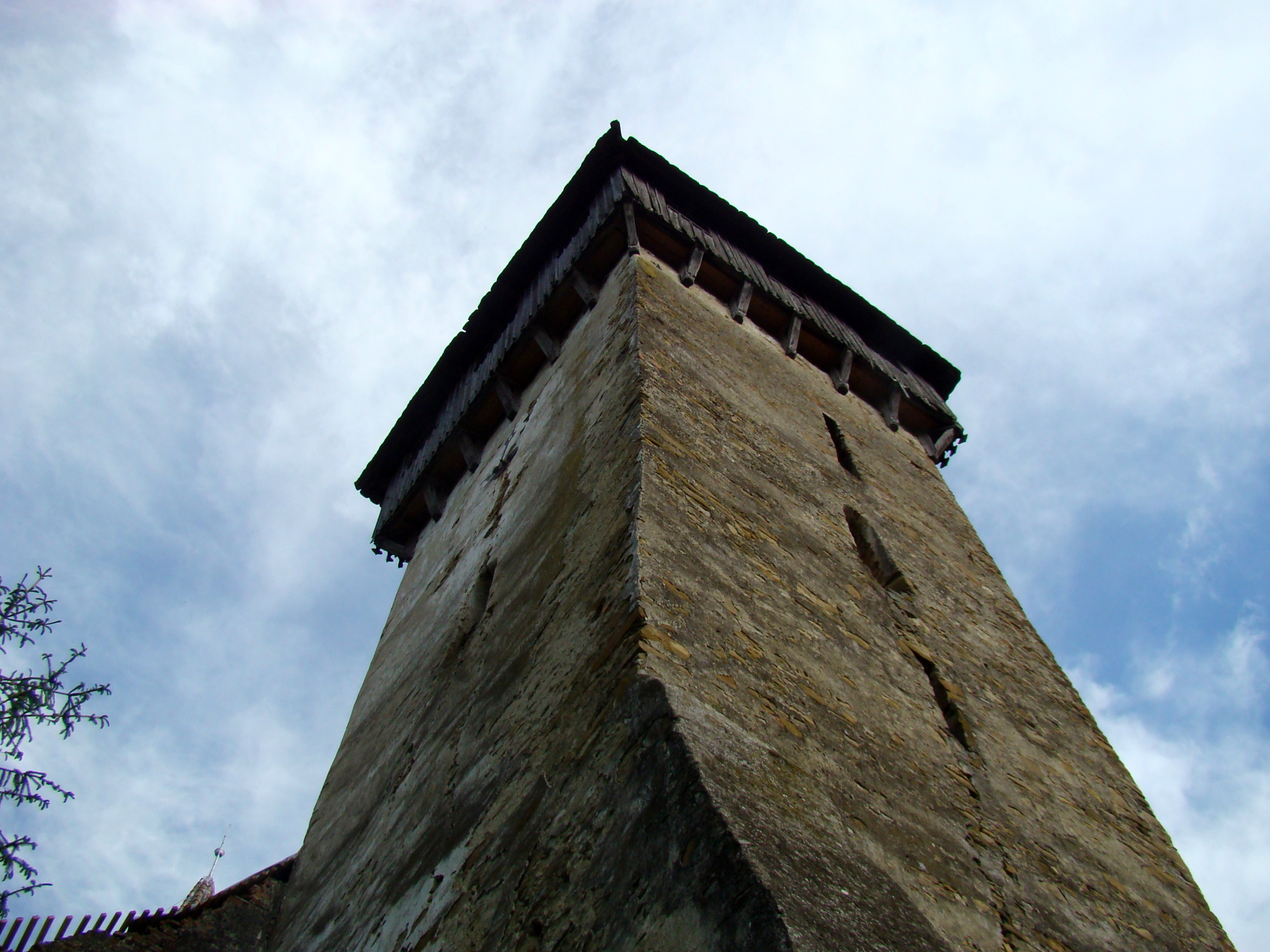
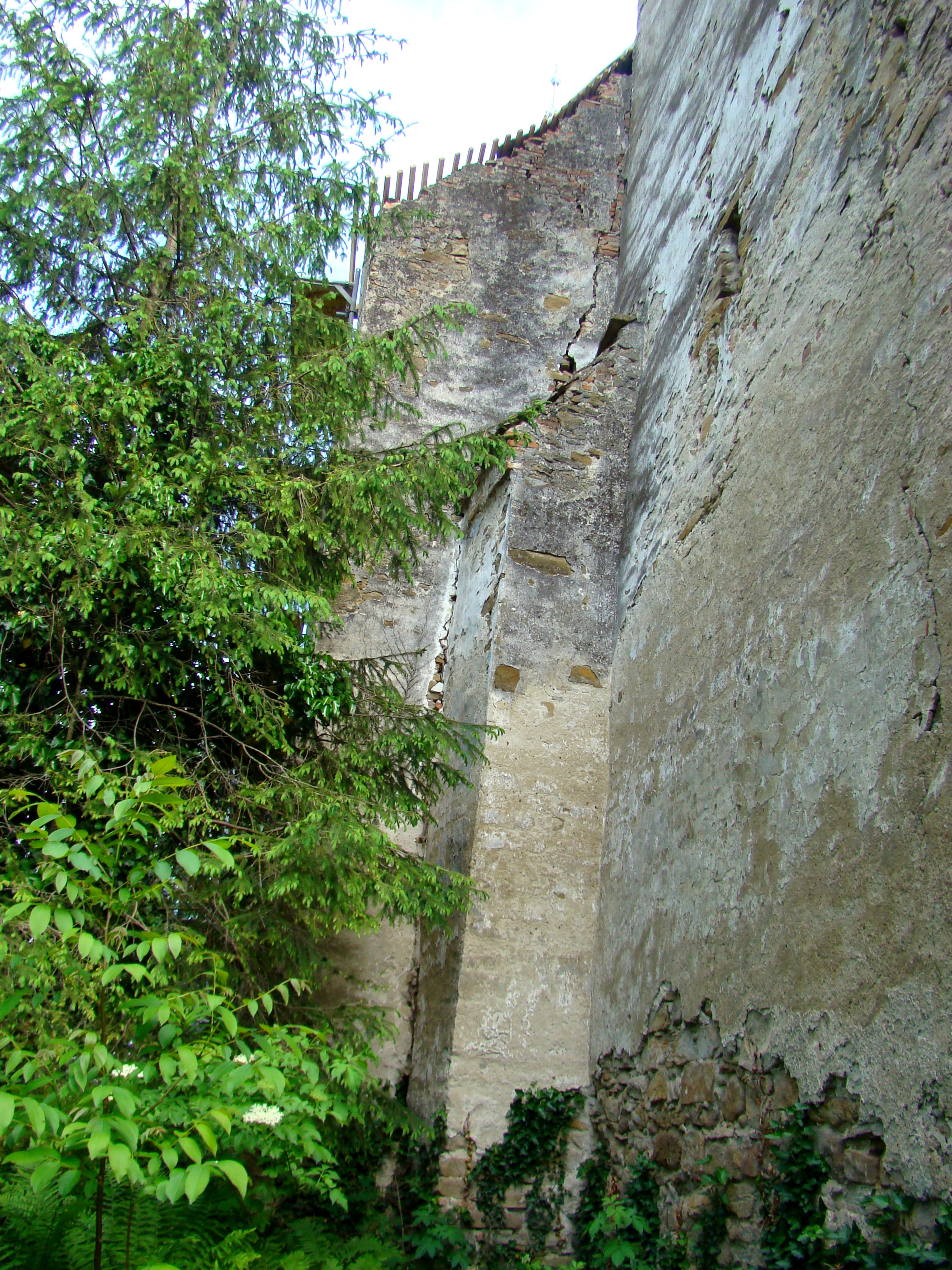
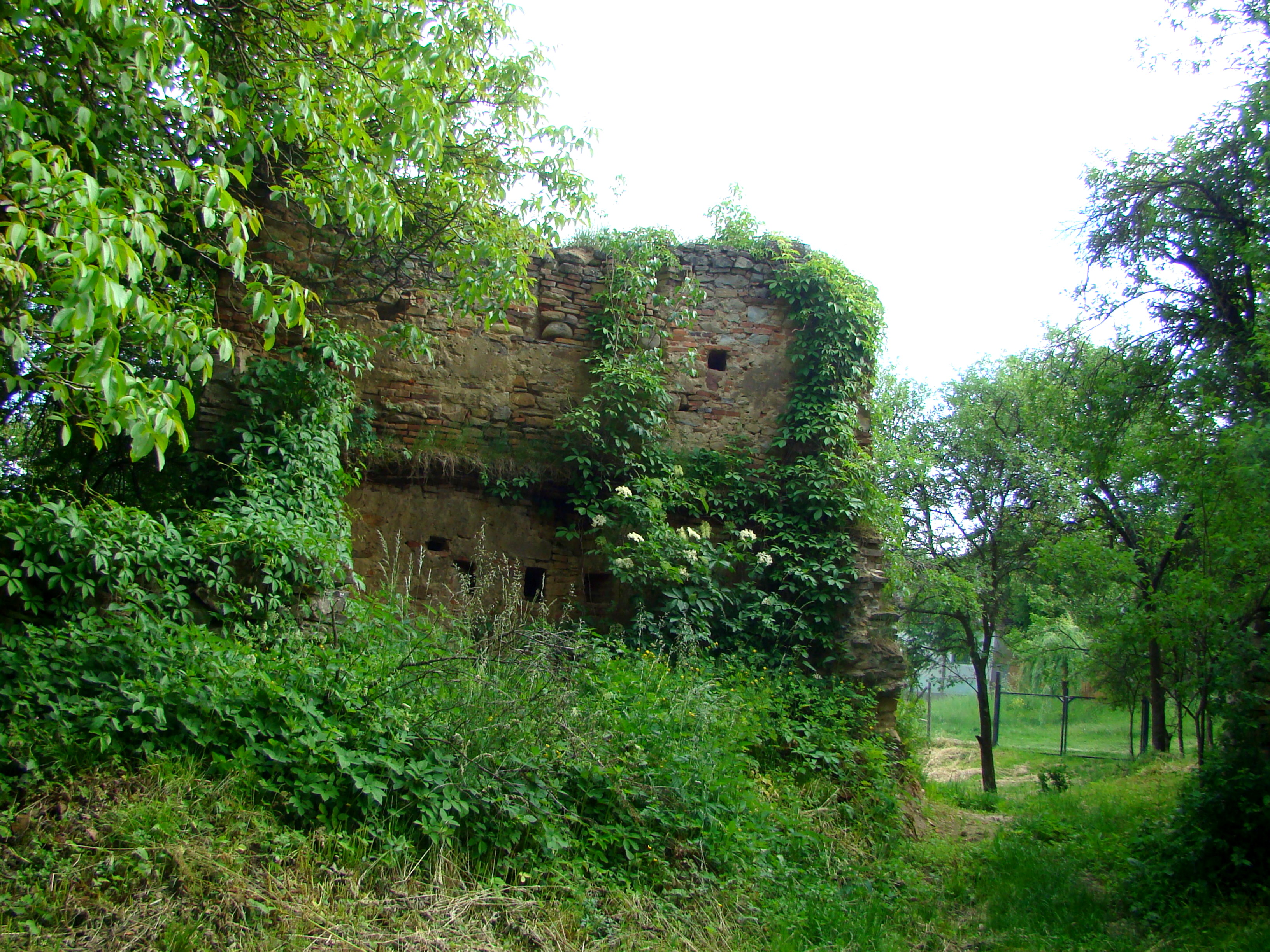
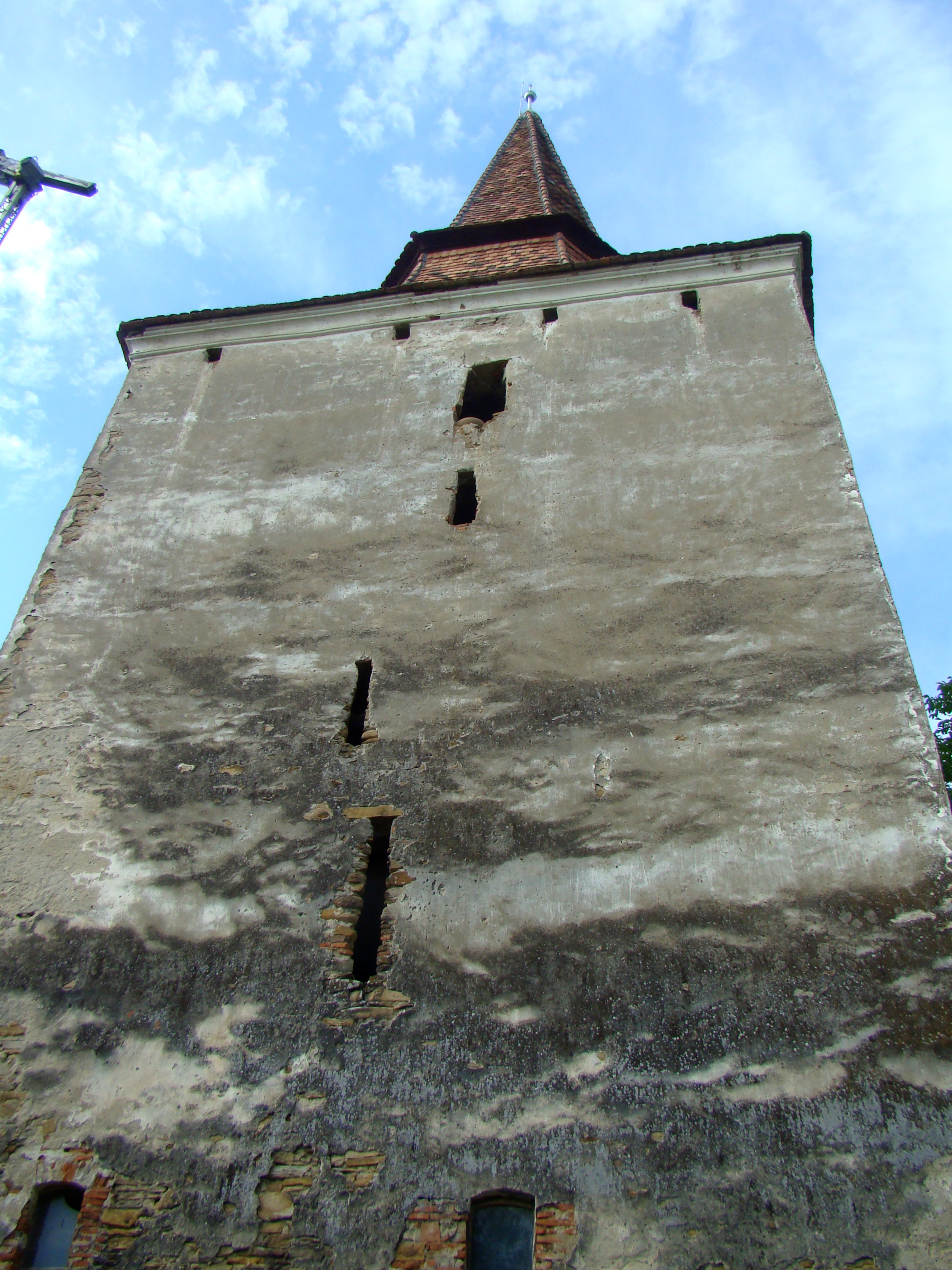
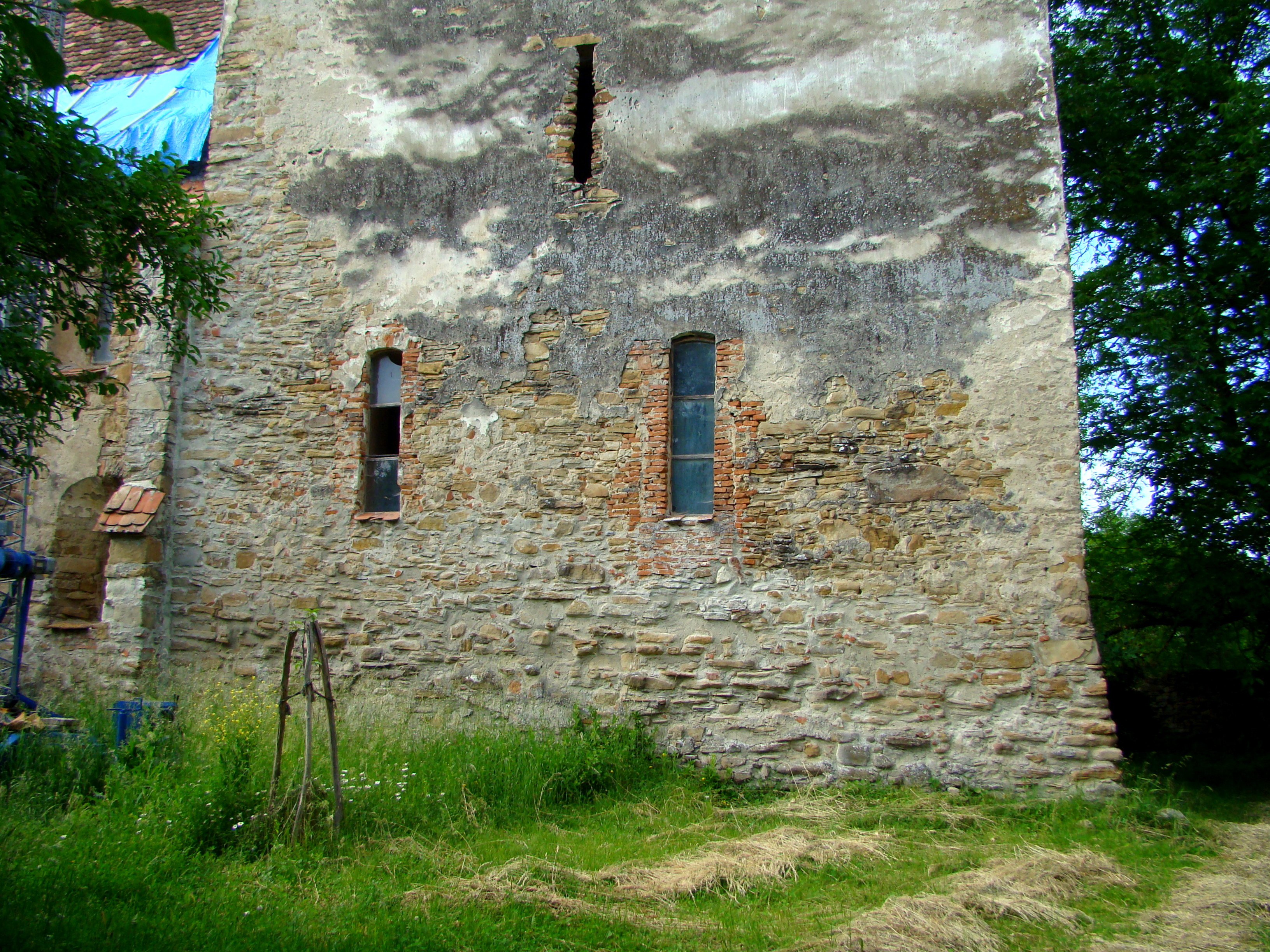
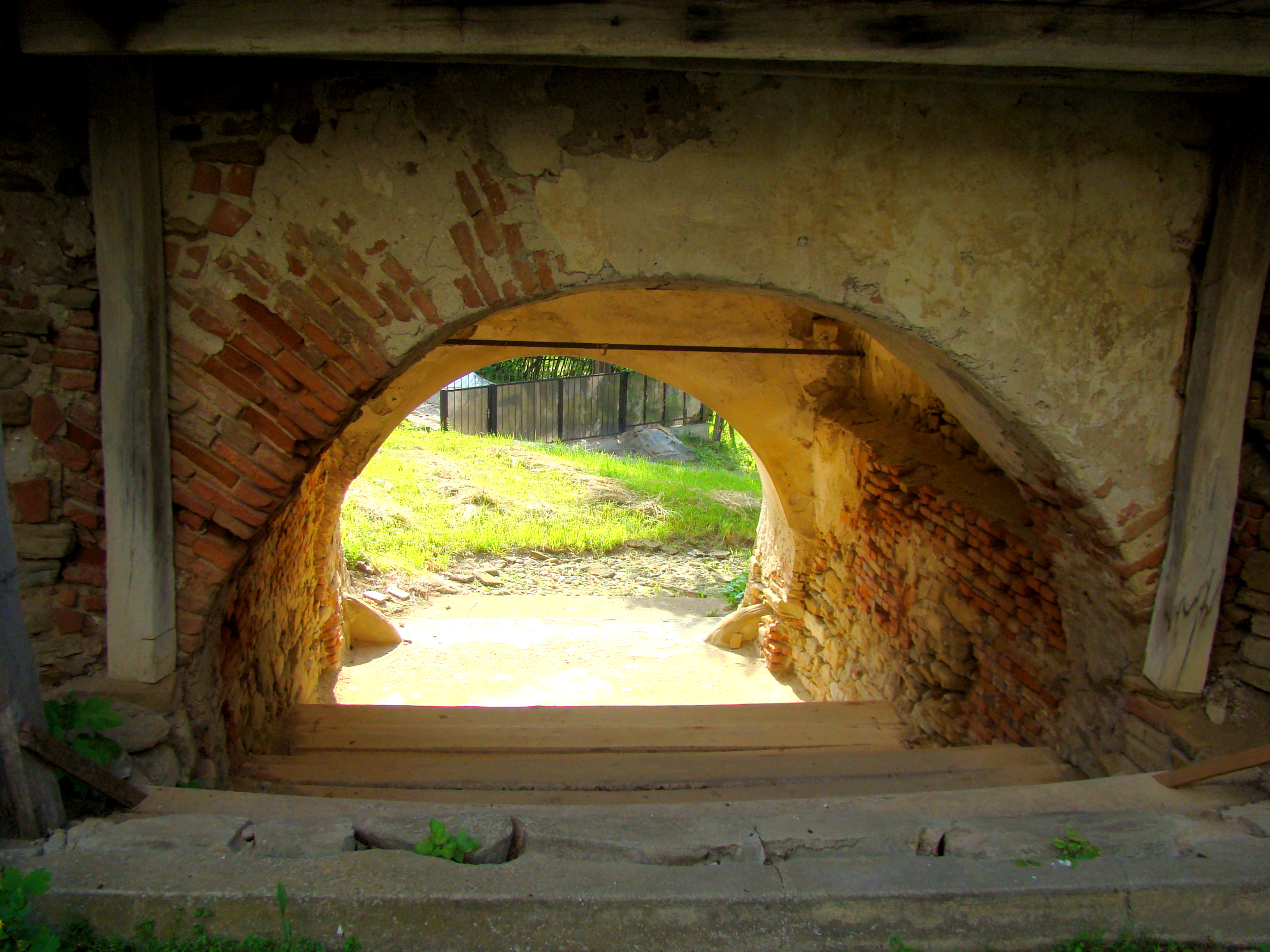
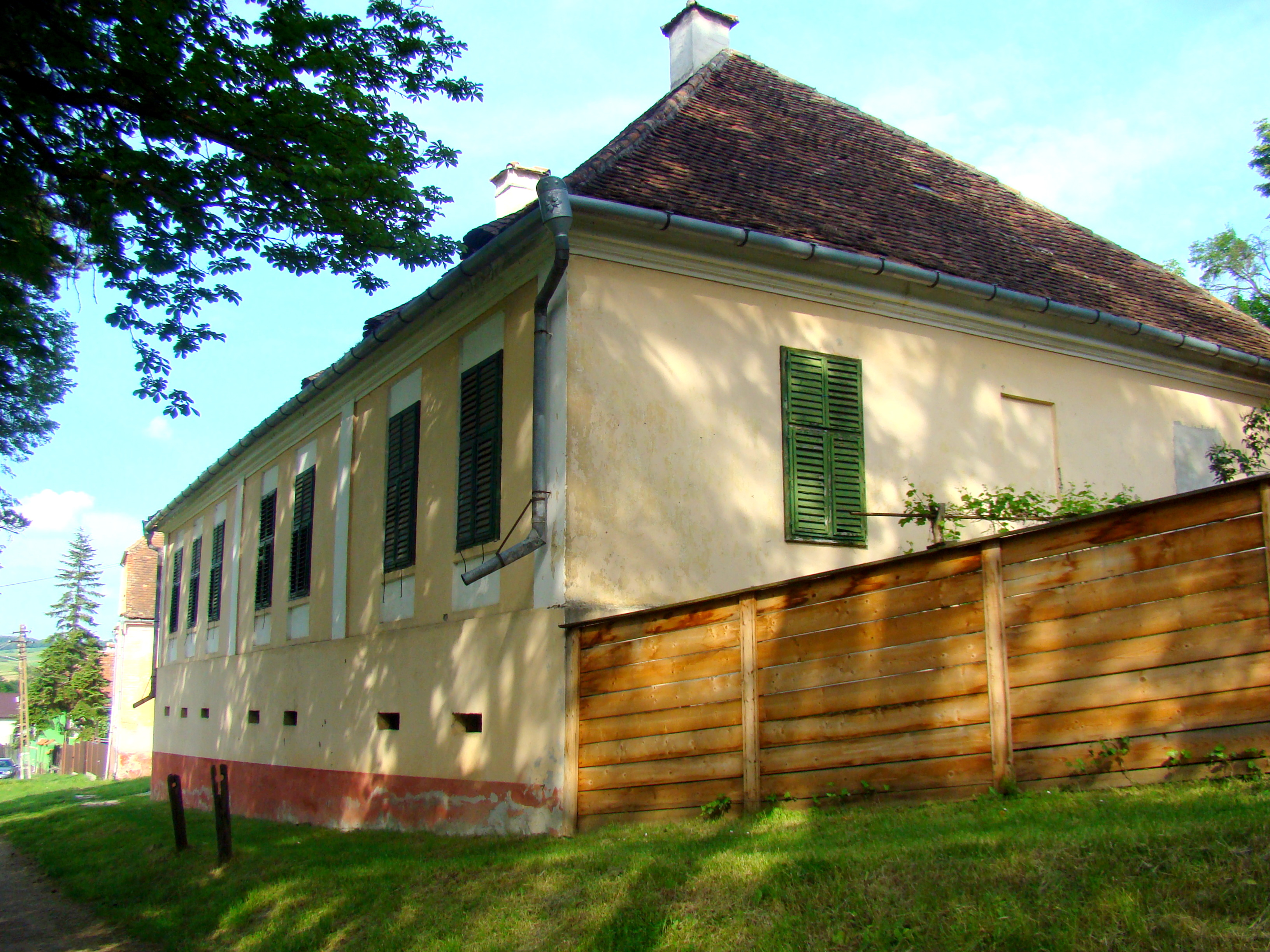
Casa parohială
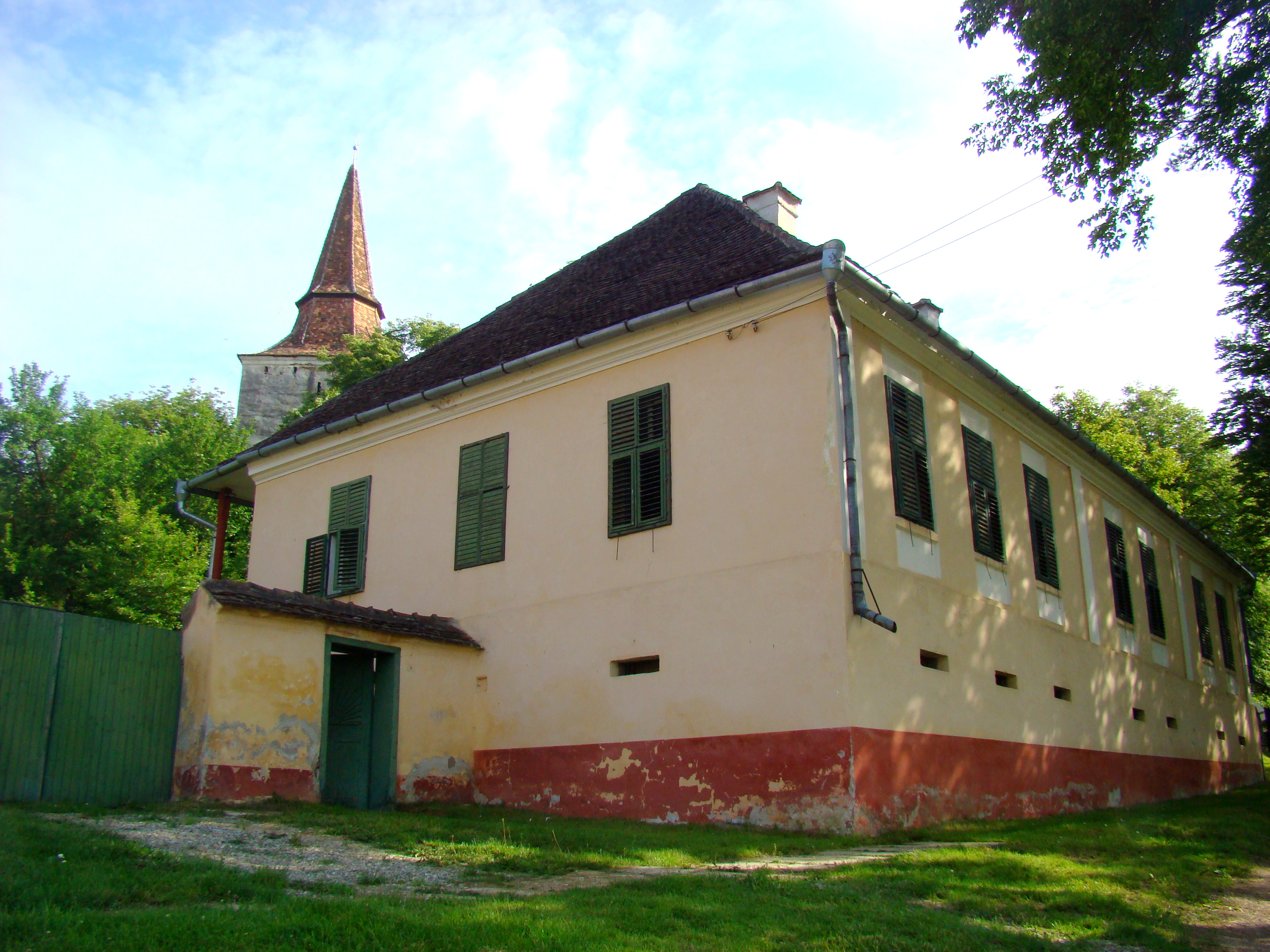
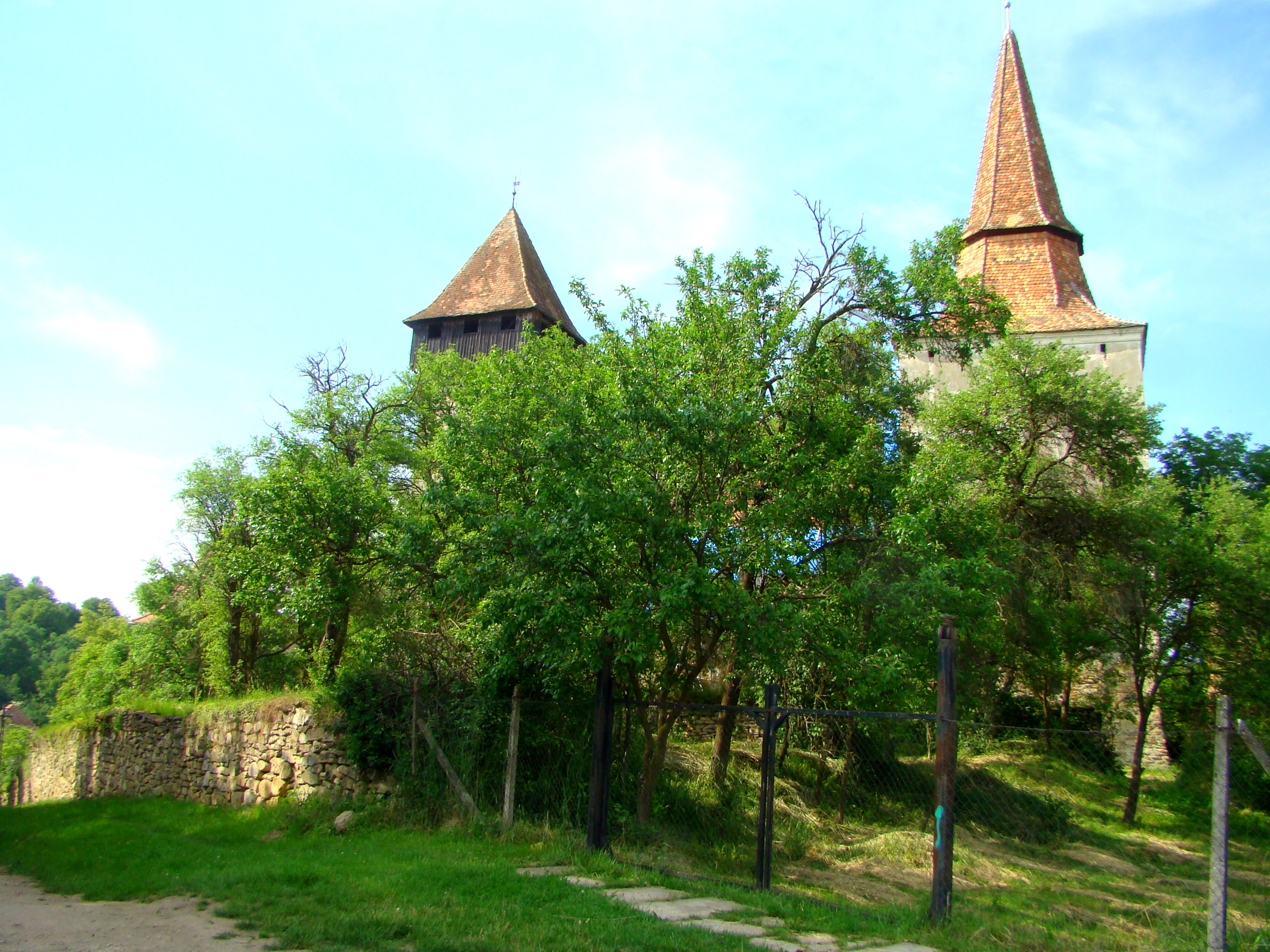
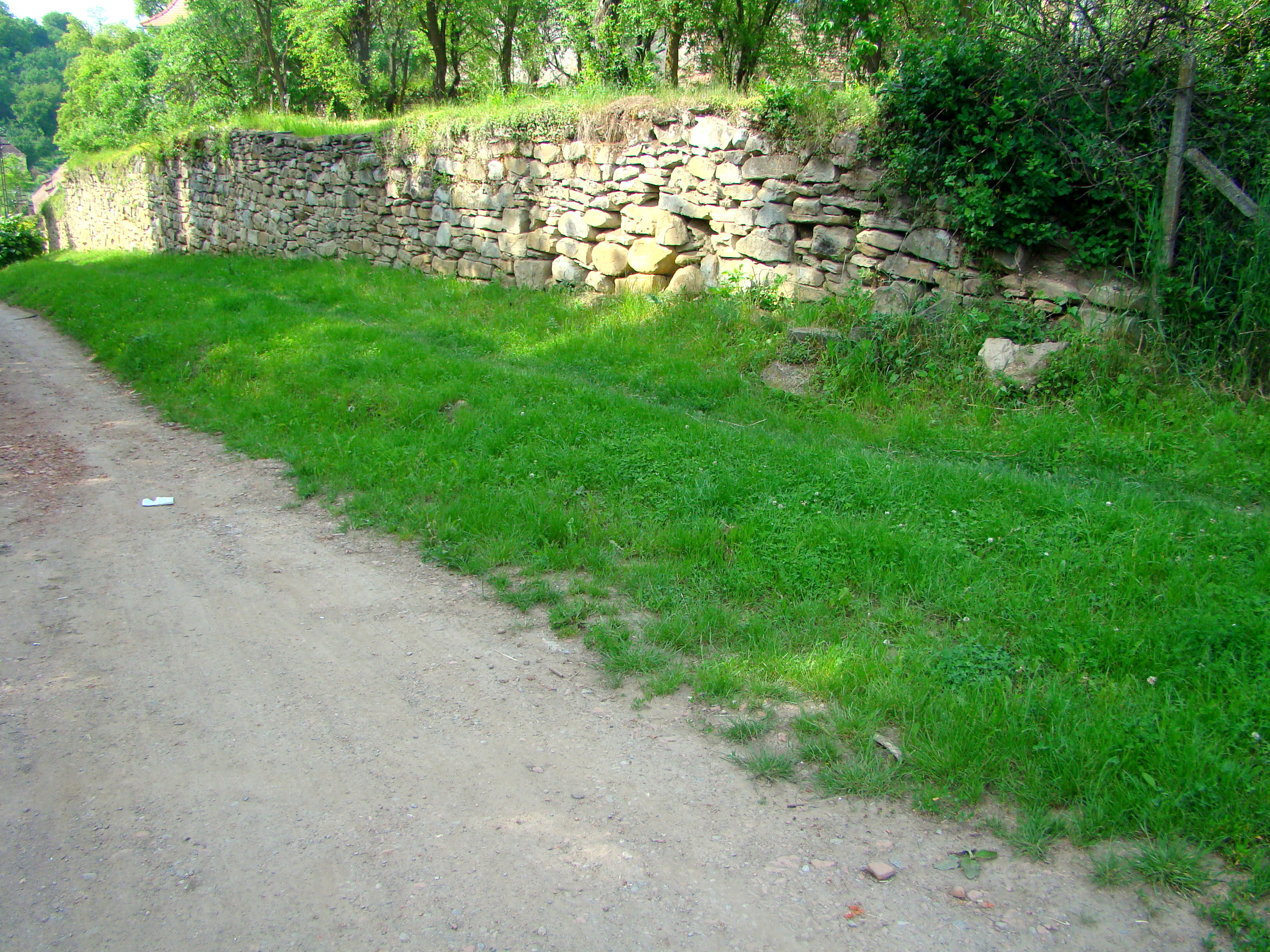